# Esperanza Aguirre
Vous lisez un « bon article » labellisé en 2020.
Pour les articles homonymes, voir Aguirre et Gil.
Aguirre y Gil de Biedma est un nom espagnol. Le premier nom de famille, en général paternel, est Aguirre ; le second, en général maternel, souvent omis, est Gil de Biedma.
Esperanza Aguirre y Gil de Biedma ([espeˈɾãnθa aˈɣire i̯ ˈxil de ˈβjeðma]) est une femme politique espagnole membre du Parti populaire (PP), née le 3 janvier 1952 à Madrid.
Elle est issue d'une famille aristocratique et a étudié le droit à l'université complutense de Madrid. Elle devient fonctionnaire du ministère de la Culture à la fin des années 1970, puis entre en politique en 1983 comme conseillère municipale d'opposition à Madrid. Elle appartient alors à l'Union libérale (UL), qui fusionne deux ans plus tard avec le Parti libéral (PL). Elle rejoint en 1987 l'Alliance populaire (AP) et intègre l'exécutif municipal après l'arrivée du centre droit au pouvoir en 1989. Elle est nommée première adjointe au maire en 1995.
Après les élections générales de 1996, au cours desquelles elle est élue sénatrice, elle est désignée ministre de l'Éducation et de la Culture par José María Aznar. Elle se fait connaître par sa défense de l'école privée et du libre choix de l'établissement scolaire par les parents, subit un revers dans sa volonté de réformer l'enseignement des lettres en raison d'un affrontement avec les communautés autonomes, engage une nouvelle décentralisation des compétences et soutient le projet d'extension du musée du Prado.
En 1999, elle est la première femme élue à la présidence du Sénat, un poste qu'elle conserve trois ans. Elle se présente en mai 2003 aux élections à l'Assemblée de Madrid mais échoue à conserver la majorité absolue conquise huit ans plus tôt par le PP. La trahison de deux députés socialistes empêchant une quelconque investiture, le scrutin est répété en octobre et permet à Aguirre d'accéder à la présidence de la communauté de Madrid.
Au pouvoir dans la région madrilène pendant neuf ans avec trois majorités absolues consécutives, elle assure la prolongation du métro de Madrid de 100 kilomètres, dont 90 kilomètres sous son premier mandat, fait construire une dizaine de nouveaux hôpitaux publics en partenariat public-privé, instaure un dispositif régional de financement et renforcement des polices municipales, supprime la carte scolaire et favorise l'enseignement privé. Ses mandats sont marqués par des polémiques concernant la construction d'un complexe rassemblant l'ensemble des institutions judiciaires du territoire, finalement abandonné par ses successeurs, une affaire d'espionnage mené par un de ses proches contre des adversaires politiques, ou encore les malfaçons de l'extension de la ligne 7 du métro de Madrid.
Devenue en 2004 présidente du Parti populaire de la communauté de Madrid après une guerre fratricide face au dauphin du maire de la capitale Alberto Ruiz-Gallardón, elle mène sans succès une fronde interne contre le président du PP Mariano Rajoy après la défaite de celui-ci aux élections générales de 2008. En 2005, son nom est cité dans une affaire de vente de terrains publics en dessous du prix du marché à Majadahonda, puis il apparaît en 2009 dans une annexe de l'affaire Gürtel concernant une fondation du PP de Madrid dont elle a été la présidente.
Elle démissionne du gouvernement régional en septembre 2012, invoquant des raisons personnelles, et rejoint le secteur privé. Elle se présente en mai 2015 aux élections municipales à Madrid. Bien qu'arrivée en tête, elle est privée de la mairie par l'alliance de la gauche autour de Manuela Carmena. Elle renonce à ses responsabilités au sein du PPCM en 2016, puis au conseil municipal de la capitale l'année suivante, après l'implication de plusieurs de ses proches dans les affaires Lezo et Púnica. Mise en examen en 2019 dans ce dernier dossier, elle bénéficie d'un non-lieu trois ans plus tard.

## Famille

### Origines familiales
Esperanza Aguirre y Gil de Biedma naît le 3 janvier 1952 à Madrid. Aînée d'une fratrie de huit, elle est la fille de José Luis Aguirre Borrell, avocat de la haute bourgeoisie mort en 2002, et de l'aristocrate Piedad Gil de Biedma. Son grand-père José Luis Aguirre Martos a siégé aux Cortes franquistes. Elle est par ailleurs la nièce de José Gil de Biedma y Becerril Oñate y García, comte de Sepúlveda et vicomte de la Nava de La Asunción,. L'une de ses sœurs, Rocío, milite au sein de Vox à partir de 2019 et devient députée de Madrid au Congrès en 2024.

### Mariage et enfants
Esperanza Aguirre se marie le 1er septembre 1974 avec Fernando Ramírez de Haro y Valdés, issu lui aussi d'une famille aristocratique, son père étant comte de Bornos et sa mère marquise de Casa Valdés. Son époux reçoit en 1975 le comté de Murillo avec grandesse d'Espagne, elle-même accédant au titre de comtesse consort et à la dignité de grande d'Espagne. En 2006, la loi sur l'égalité prive Ramírez de Haro de la succession dans le comté de Bornos au profit de sa sœur aînée, mais cette dernière y renonce à la mort de leur père en 2010, afin de maintenir l'ordre de succession précédent. Aguirre reçoit donc le titre de comtesse consort de Bornos.
De leur union naissent deux enfants : Fernando, né en août 1976, et Álvaro, né en avril 1980. L'aîné est directeur général d'une entreprise d'expertise-conseil dans le domaine immobilier et le cadet travaille comme avocat. Tous deux sont mariés et ont chacun trois enfants.
Elle réside avec son mari dans un manoir rue Jesús del Valle, dans le quartier madrilène de Malasaña. Le couple pratique fréquemment le golf, dans les faubourgs de Madrid mais aussi sur le Old Course en Écosse. Elle est de confession catholique.

## Études et débuts professionnels
Après avoir obtenu une licence en droit de l'université complutense de Madrid en 1974, Esperanza Aguirre passe avec succès le concours du corps des techniciens de l'information et du tourisme de l'État, en 1976. Elle se classe parmi les premières de sa promotion,.
Elle commence sa vie professionnelle en qualité de chef du service de la publicité du Tourisme. Elle intègre en 1979 l'administration centrale du ministère de la Culture, où elle occupe le poste de chef du cabinet technique du directeur général de la Lecture et de la Cinématographie. Elle est promue sous-directrice générale des Études du secrétariat général technique en 1980, puis chef du cabinet technique du sous-secrétaire de la Culture — avec rang de sous-directrice générale — en 1980, et enfin sous-directrice générale des Fondations et associations culturelles en 1982.

## Conseillère municipale de Madrid

### Élue d'opposition
Esperanza Aguirre adhère initialement à l'Union libérale (UL). En 1985, c'est elle qui rédige les documents actant la fusion entre l'UL et le Parti libéral (PL). Quelques semaines plus tard, le futur président du PL José Antonio Segurado la charge de présenter la motion idéologique au congrès du mois de juin. À peine deux ans plus tard, en 1987, elle adhère à l'Alliance populaire (AP) en soutien à la tentative ratée de son président Antonio Hernández Mancha de faire voter une motion de censure contre le président du gouvernement socialiste Felipe González. Elle devient donc membre du Parti populaire (PP) — qui absorbe d'ailleurs le PL — en 1989. Avec Juan Carlos Aparicio et Ignacio Cosidó, elle sera parmi les trois seuls cadres majeurs du PP issus du PL,.
À l'occasion des élections municipales du 8 mai 1983 à Madrid, elle occupe la 4e place sur la liste de la Coalition populaire (CP) emmenée par Jorge Verstrynge, étant la première femme et la première libérale dans l'ordonnancement des candidats. Pour son premier mandat de quatre ans, elle est porte-parole de son groupe pour la culture et le district de Moncloa-Aravaca. À la suite des élections du 10 juin 1987, à nouveau perdues par le centre droit et où elle occupait encore la 4e position sur la liste que menait cette fois-ci José María Álvarez del Manzano, elle devient porte-parole pour le district de Villaverde, l'Institut municipal des sports (IMD) et l'Entreprise municipale des transports de Madrid (EMT).

### Conseillère déléguée puis adjointe
En juin 1989, une motion de censure contre le socialiste Juan Barranco permet l'accession à la mairie du centriste Agustín Rodríguez Sahagún. Esperanza Aguirre est alors nommée conseillère municipale, déléguée à l'Environnement. Elle conserve ses responsabilités après les élections de 1991, au cours desquelles elle est élue une nouvelle fois en quatrième position sur la liste d'Álvarez del Manzano, qui accède à la mairie,. Lors d'un important remaniement de l'exécutif municipal opéré par le maire le 16 février 1993, elle est promue troisième adjointe, déléguée à la Culture et à l'Environnement, ayant autorité sur le conseiller délégué à la Propreté et celui à l'Éducation et aux Sports.
Pour les élections municipales du 28 mai 1995, la direction nationale et régionale du PP pousse pour que José María Álvarez del Manzano la place en deuxième position sur sa liste, finissant par obtenir gain de cause contre l'autre prétendant, José Ignacio Echeverría,. Après le scrutin, le maire réélu décide de renforcer sa place au sein de l'équipe municipale : il la choisit pour occuper le poste de première adjointe, déléguée à la Coordination des délégations et à la Communication, et lui confie le rôle de porte-parole du groupe des élus du Parti populaire. C'est cependant la quatrième adjointe Mercedes de la Merced qu'Álvarez del Manzano charge de fixer la ligne politique du groupe.

## Ministre de l'Éducation et de la Culture

### Nomination

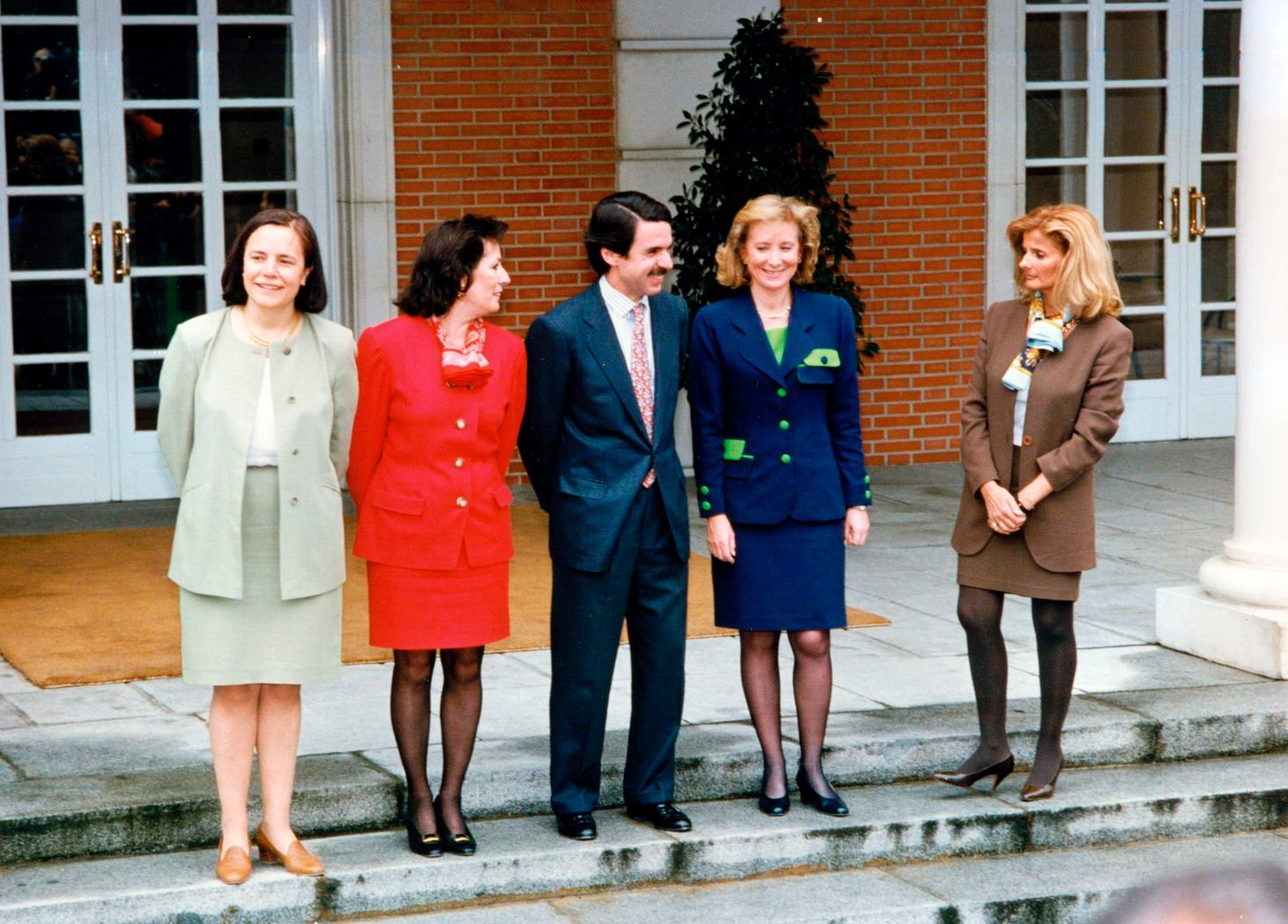
Esperanza Aguirre pose avec José María Aznar et les autres femmes ministres le 7 mai 1996.

Esperanza Aguirre est intégrée au comité exécutif national du Parti populaire à l'occasion du XIIe congrès du parti, en janvier 1996, faisant partie des principales nouveautés avec l'ex-nationaliste catalan Josep María Trías de Bes. Elle avait souligné à cette occasion son admiration pour Margaret Thatcher. Pour les élections générales anticipées du 3 mars 1996, elle est investie tête de liste sénatoriale dans la circonscription de Madrid. Puisque Aznar — formellement tête de liste au Congrès — est engagé à travers tout le pays, elle dirige de facto la campagne dans le territoire avec Rodrigo Rato, numéro deux au Congrès. Avec 1 027 712 voix, elle arrive en tête du scrutin dans la circonscription et remporte à l'époque le meilleur résultat aux élections sénatoriales depuis 1977. Elle s'engage alors à promouvoir une loi donnant à Madrid un statut particulier en raison de son rôle de capitale du pays.
Le PP disposant de la majorité relative au Congrès des députés, le roi Juan Carlos Ier désigne Aznar candidat à la présidence du gouvernement. Au début du mois de mai, le nom d'Aguirre est évoqué pour occuper le nouveau ministère de l'Environnement dans le futur exécutif. Elle est finalement nommée le 6 mai ministre de l'Éducation et de la Culture. Elle quitte ainsi l'exécutif madrilène après sept ans de responsabilités, où sa volonté de privatiser les services publics a conduit plusieurs fois à la comparer avec la Dame de fer.

### École publique et privée
Au moment de sa prise de fonction le 6 mai, Esperanza Aguirre explique qu'elle souhaite garantir le droit des parents à choisir l'établissement scolaire de leurs enfants et qu'elle met sur un pied d'égalité cette liberté avec la qualité de l'enseignement. Elle affirme le lendemain être prête à diminuer les budgets alloués à l'école publique pour accroître ceux de l'école privée, s'il y a plus de demandes d'inscription dans le privé que dans le public, car il s'agit de respecter l'opinion et la volonté des parents. Lors de l'assermentation des hauts fonctionnaires du ministère le 13 mai, elle souligne que « le droit à l'éducation est un droit fondamental, qui oblige les pouvoirs publics à fournir les moyens nécessaires pour que chacun puisse être éduqué en toute liberté ».
Lors d'une séance de questions au gouvernement au Congrès des députés le 12 juin, elle garantit que l'exécutif a bien l'intention de « rendre effectif le droit au libre choix de l'école », sans préciser les mesures qu'elle compte prendre afin d'y parvenir et qu'elle a conscience des risques de discrimination sociale que cela pourrait engendrer. Un mois plus tard, elle indique qu'à l'avenir, le financement des écoles publiques ne sera plus uniforme mais conditionné par le nombre de demandes d'inscriptions et qu'elle souhaite assouplir la carte scolaire afin que les familles puissent choisir leur établissement dans un périmètre élargi.
Sa position favorable à l'école privée est dénoncée en mars 1997 par 120 directeurs de lycées de la communauté de Madrid. Ils affirment que « pour ce gouvernement, l'enseignement est un marché de plus, soumis à la loi de l'offre et de la demande ». Pour eux, « la saine compétition » entre écoles promue par la ministre « est évidemment une pure vue de l'esprit » étant donné les différences existantes entre les structures. Le 17 mai, 50 000 personnes manifestent à Madrid à l'appel de l'Union générale des travailleurs (UGT), des Commissions ouvrières (CCOO) et de plusieurs autres syndicats et associations en faveur d'un enseignement public de qualité et doté des ressources suffisantes. Les manifestants réclament la démission d'Aguirre, qui rétorque que les organisateurs répondaient au diktat du Parti socialiste dans sa stratégie d'opposition au gouvernement.

### Réforme de l'enseignement des lettres
Le 22 octobre 1997, Esperanza Aguirre présente son « plan d'amélioration de l'enseignement des lettres ». Bien qu'elle ait évoqué à plusieurs reprises « le terrifiant appauvrissement » des programmes et « la mise à l'écart incroyable » de l'enseignement de l'histoire, elle se contente d'un simple décret qui détaille plus largement la liste des contenus à enseigner aux élèves en langue et littérature, et histoire et géographie, sans toucher au nombre d'heures, aux matières, aux options proposées et au contenu des manuels. Les communautés autonomes qui disposent d'une compétence partielle dans la détermination des programmes critiquent dès le lendemain le fait de ne pas avoir été consultées, tandis que Convergence et Union (CiU), au pouvoir en Catalogne et soutien du gouvernement au Congrès, souligne que l'extension des contenus dénature l'autonomie accordée aux communautés autonomes dans le domaine éducatif,.
Lors de son audition devant la commission de l'Éducation du Congrès des députés le 11 novembre suivant, elle ne peut que constater son isolement : seul le groupe populaire soutient son projet de réforme, le groupe socialiste réclamant explicitement le retrait du plan. Au cours de la réunion, celui-ci est qualifié par les députés présents de « réactionnaire, centraliste et partisan ». En réponse, elle se dit prête à améliorer son texte — par exemple en qualifiant de « dictature » la période de l'Espagne franquiste — mais en aucun cas à y renoncer. CiU évoque une réforme inspirée « par le conservatisme le plus dur » et le Parti nationaliste basque (EAJ/PNV), autre partenaire parlementaire du Parti populaire, la dénonce comme « s'efforçant de toujours parler, au singulier, de la langue, de l'histoire et de la culture ». Un mois plus tard, le 16 décembre, le Congrès adopte par 180 suffrages favorables, avec notamment les voix de CiU et de l'EAJ/PNV, une résolution déposée par le Parti socialiste demandant le retrait du décret. Alors que les députés socialistes crient « Démission ! » depuis leurs sièges, les parlementaires conservateurs — les seuls à avoir rejeté la résolution — offrent une ovation debout à Aguirre.
À l'occasion d'une réunion célébrée le 31 janvier 1998 avec les huit conseillers des communautés autonomes disposant de compétences en matière scolaire, elle propose la création d'un groupe de travail sur la situation des lettres dans l'enseignement secondaire dont les travaux inspireront un nouveau projet de réforme, et composé de 31 personnes : trois représentant de chaque territoire, six représentants de l'État, et un président choisi par la ministre. La commission est installée le 4 mars suivant, sous la présidence de l'ancien ministre de l'Éducation Juan Antonio Ortega. Aguirre et les huit conseillers se retrouvent le 25 juin pour recevoir officiellement le rapport de la commission, dont la qualité du travail est unanimement salué, et ouvrir le dialogue entre l'État et les communautés autonomes sur la réforme de l'enseignement des lettres. Elle présente un mois plus tard, le 20 juillet, les lignes de réforme concernant les communautés autonomes ne disposant pas de la compétence éducative, tandis que les évolutions proposées dans les communautés à compétence propre sont saluées par leurs conseillers respectifs.

### Décentralisation de l'éducation
Esperanza Aguirre et le président de la communauté de Madrid Alberto Ruiz-Gallardón signent le 30 juillet 1998 un accord prévoyant la décentralisation de l'enseignement primaire, secondaire et professionnel le 1er janvier 1999. Concrètement, les 59 000 professeurs et leurs 900 000 élèves dans la communauté de Madrid passeront à cette date sous la responsabilité du gouvernement régional. Pour mener à bien ce transfert de compétences, les deux responsables s'accordent sur la cession de 255 millions de pesetas de l'État vers la communauté autonome. Si Aguirre et Gallardón jugent ce montant « suffisant », l'opposition à l'Assemblée de Madrid le considère nettement en dessous des besoins du territoire,. Au cours de l'inauguration d'un lycée à Rivas-Vaciamadrid cinq semaines plus tard, elle reconnaît que l'enseignement non-universitaire madrilène pourrait aller mieux, mais assure que la décentralisation engagée en améliorera la qualité.
Lors de la présentation du budget du ministère pour l'année 1999 le 5 octobre 1998, Esperanza Aguirre annonce qu'elle a l'intention de céder aux communautés autonomes la gestion des bourses d'études à l'ouverture de l'année scolaire suivante. Elle suit ainsi l'exemple de la généralité de Catalogne, qui a reçu compétence pour gérer ces aides quelques semaines auparavant. Elle précise que les bourses de mobilité, accordées aux étudiants qui s'inscrivent à l'université dans une communauté autonome différente de celle où ils résident, resteront sous le contrôle de son département ministériel. Pour la porte-parole du Parti socialiste pour l'éducation Clementina Díez de Baldeón, ce projet « brise la caisse commune des ressources destinées à la lutte contre les inégalités » et représente « un symptôme supplémentaire de la perte de cohésion territoriale mise en œuvre par le Parti populaire ». Pendant une séance de questions au gouvernement au Sénat le 23 novembre, elle précise que son projet consiste à transférer l'intégralité de la gestion des bourses de l'enseignement primaire, secondaire et supérieur aux gouvernements territoriaux une fois que l'exécutif espagnol aura conclu un accord avec ceux-ci. En juillet 1999, le nouveau ministre Mariano Rajoy décide de reporter le transfert en raison de la volonté des autorités catalanes de disposer d'une marge de manœuvre suffisante pour déterminer leur propre politique d'aides aux étudiants, ce qui nécessite une modification législative.

### Extension du musée du Prado

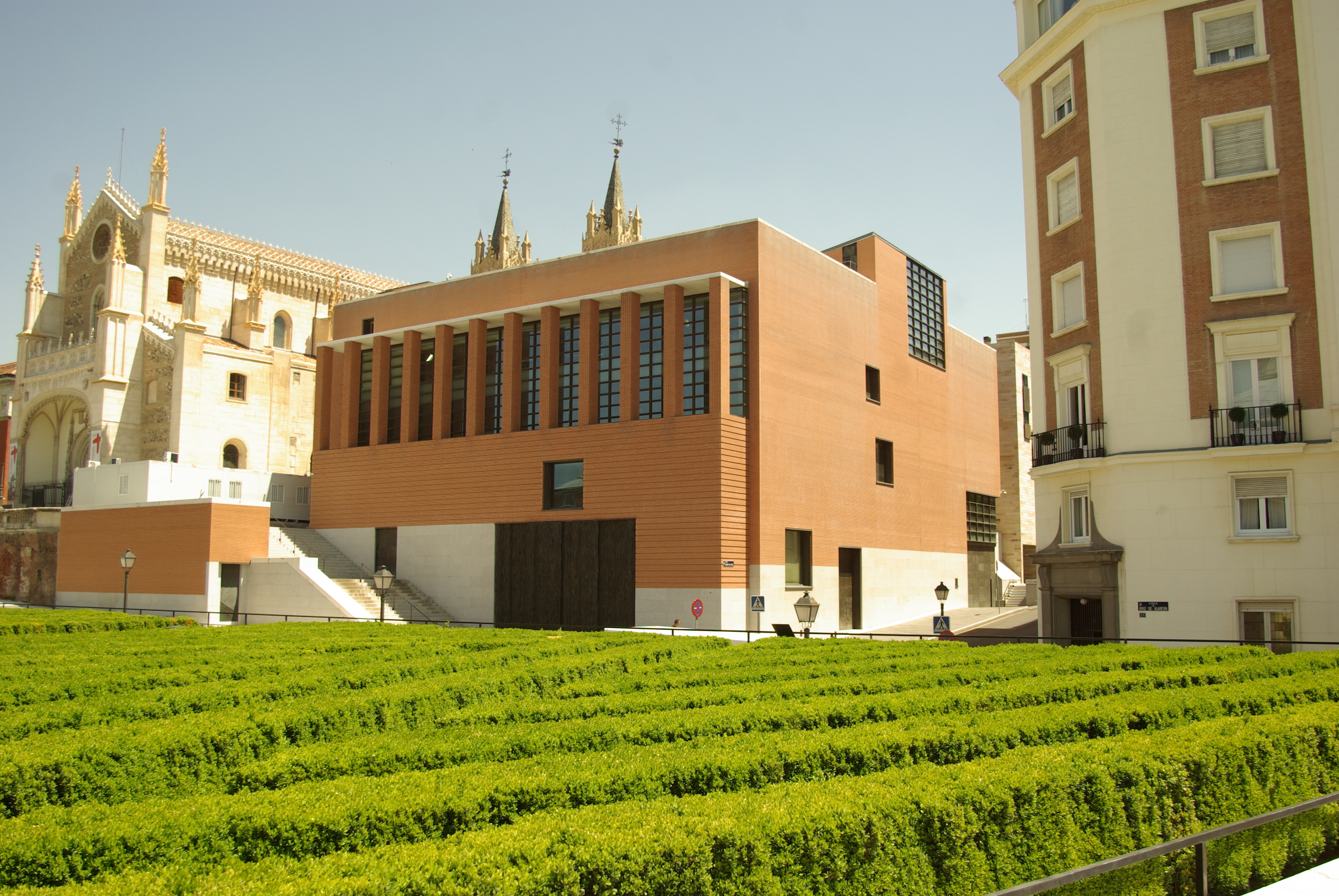
Esperanza Aguirre approuve le projet d'extension du musée du Prado de Rafael Moneo.

Trois semaines après son entrée en fonction, Esperanza Aguirre nomme l'historien de l'art Fernando Checa nouveau directeur du musée du Prado. Lors de sa prise de poste le 27 mai, Checa appelle les partis politiques à respecter l'accord conclu entre eux et qui exclut la gestion du musée des querelles partisanes et souligne l'enjeu de l'extension à venir des espaces du musée. Aguirre, à l'inverse, n'évoque pas ce point et appelle à des mesures de rationalisation dans le fonctionnement administratif de l'institution. Lors d'une réunion extraordinaire du conseil de direction le 24 juillet à laquelle participe le président du gouvernement José María Aznar, la ministre soutient l'importance du projet d'agrandissement de l'établissement culturel en affirmant que « Les décisions d'envergure qui affectent ce musée seront adoptées avec un réalisme au service de l'intérêt national ».
Elle préside le 6 septembre la réunion finale du jury du concours international d'idées, lancé en 1994 par Carmen Alborch, prédécesseure d'Aguirre. La réunion débouche sur l'absence de lauréat, bien que deux projets soient salués pour leur qualité. Malgré cet échec, que la ministre justifie par le fait « qu'aucun projet ne résout les problèmes que rencontre le musée pour l'extension de ses espaces d'exposition et de travail », elle réaffirme « l'engagement du gouvernement » de poursuivre la recherche d'un projet qui couvre les besoins du Prado,. Elle annonce une semaine plus tard qu'elle délègue la résolution du problème créé par l'échec du jury au conseil de direction du musée. Un nouveau concours est lancé avec neuf des dix finalistes, et le 10 novembre 1998, elle ouvre l'enveloppe du projet retenu, celui de l'Espagnol Rafael Moneo, choisi à l'unanimité du nouveau jury présidé par le secrétaire d'État à la Culture Miguel Ángel Cortés.
Les nouveaux espaces muséaux sont inaugurés le 30 octobre 2007 par le roi Juan Carlos Ier. Aguirre y assiste en sa qualité de présidente de la communauté de Madrid.

## Présidente du Sénat
Au début de l'année 1999, Aznar procède à plusieurs désignations au sein du Parti populaire qui justifient un remaniement ministériel le 19 janvier. Esperanza Aguirre est ainsi invitée à laisser son ministère à Mariano Rajoy afin de prendre la présidence du Sénat en remplacement de Juan Ignacio Barrero, appelé à mener la campagne du PP aux élections régionales de juin en Estrémadure.
L'accession d'Aguirre à la présidence de la chambre haute ayant été communiquée par le porte-parole du gouvernement Josep Piqué, l'opposition sénatoriale dénonce la forme de cette annonce : le porte-parole du groupe socialiste Juan José Laborda évoque ainsi « un mépris envers le Parlement » et reproche à Aznar « d'appliquer depuis le palais de la Moncloa les méthodes du palais du Pardo ». Elle est élue le 9 février par 150 voix favorables, bénéficiant du soutien de Convergence et Union (CiU) et du Parti nationaliste basque (EAJ/PNV), contre 90 à la socialiste María Antonia Martínez. Première femme à présider le Sénat, elle rend hommage dans son premier discours à la diversité et la pluralité de l'Espagne, prononçant plusieurs paragraphes en basque, catalan et galicien.
Après les élections générales du 12 mars 2000, le Parti populaire propose de la confirmer à la présidence de la chambre haute, une perspective dont elle se dit enchantée. Elle est effectivement réélue à l'ouverture de la VIIe législature, le 5 avril, par 223 voix pour et 24 bulletins blancs : elle bénéficie en effet du soutien du Parti socialiste ouvrier espagnol (PSOE), de CiU et de la Coalition canarienne (CC). À l'occasion de son discours de prise de fonction, elle insiste de nouveau sur le caractère pluraliste de la Nation espagnole, prononçant ces mots en basque, catalan et galicien.

## Présidente de la communauté de Madrid

### Trois majorités absolues

#### Accession au pouvoir

##### Candidature inattendue
Le 9 juillet 2002, le président du Parti populaire José María Aznar informe Esperanza Aguirre qu'elle sera candidate à la présidence de la communauté de Madrid aux élections régionales du 25 mai 2003. Elle succède ainsi comme chef de file du Parti populaire de la communauté de Madrid (PPCM) à Alberto Ruiz-Gallardón, désigné tête de liste dans la capitale espagnole. Si ce duo était attendu par les dirigeants du parti, il les surprend puisque Gallardón était pressenti comme postulant à un troisième mandat et Aguirre successeure de José María Álvarez del Manzano à la mairie. Ils sont officiellement présentés le 20 septembre lors du XIIe congrès du PPCM, son président Pío García-Escudero appelant le parti à apporter un soutien sans faille à ses deux candidats.
Elle préside sa dernière séance du Sénat le 10 octobre, et reçoit une ovation debout et unanime des sénateurs. Elle est officiellement investie candidate par le comité électoral national le 16 octobre et remet peu après sa démission formelle de la présidence de la chambre haute. Le 22 octobre, l'ancien président de Castille-et-León Juan José Lucas lui succède.

##### Imbroglio de juin 2003
Au soir du scrutin, Esperanza Aguirre vire en tête en réunissant environ 1 300 000 voix et 55 députés sur 111, soit 46,3 % des exprimés. Si elle obtient à peu près le même nombre de suffrages que Ruiz-Gallardón quatre ans auparavant, elle perd près de six points de pourcentage parmi les bulletins valables, et échoue à un seul siège de la majorité absolue. Le gouvernement de la communauté de Madrid semble donc promis à une coalition entre la Fédération socialiste madrilène-PSOE (FSM-PSOE) et la Gauche unie (IU), sous la présidence du socialiste Rafael Simancas.
À l'ouverture de la législature le 10 juin, deux députés socialistes — Eduardo Tamayo et María Teresa Sáez — font cependant défection en quittant la salle des séances lors de l'élection à la présidence de l'Assemblée de Madrid, ce qui permet à la conservatrice Concepción Dancausa d'être élu en lieu et place du socialiste Francisco Cabaco. Accusée par Simancas d'être responsable de la trahison de Tamayo et Sáez, Aguirre réplique qu'il s'agit d'un problème strictement interne à la FSM-PSOE et rejette les accusations selon lesquelles le PPCM aurait rémunéré les deux parlementaires pour qu'ils agissent en ce sens.
Droite et gauche s'accusant mutuellement de la responsabilité de la défection de Tamayo et Sáez, un scandale qui prend le nom de Tamayazo, une commission d'enquête parlementaire est instituée le 9 juillet sous la présidence de Francisco Granados, député du Parti populaire. Ses conclusions, selon lesquelles la responsabilité incombe entièrement au PSOE et font l'objet d'un fort dissensus entre les trois partis siégeant à l'Assemblée, sont rejetées en séance plénière le 26 août.

#### Trois mandats consécutifs

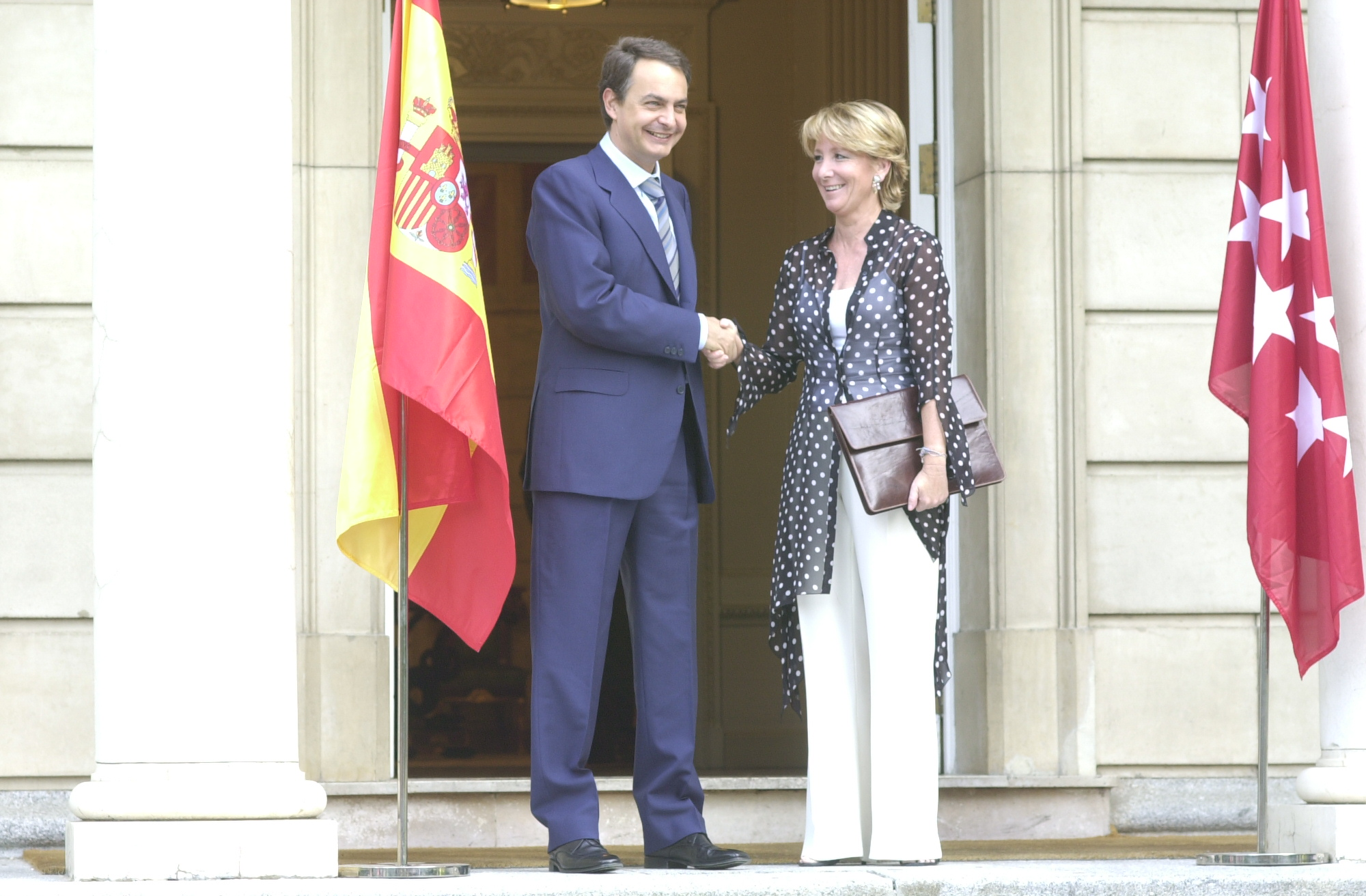
Esperanza Aguirre est présidente de la communauté de Madrid entre 2003 et 2012.

L'Assemblée ayant refusé le 28 juin d'accorder sa confiance à Simancas, et aucune majorité alternative ne semblant pouvoir se dégager, de nouvelles élections sont convoquées le 26 octobre 2003.
Le 5 septembre, Esperanza Aguirre est confirmée par le comité électoral national comme cheffe de file régionale du Parti populaire. Au soir du scrutin, elle l'emporte avec 57 sièges sur 111, retrouvant la majorité absolue des députés perdue cinq mois auparavant. Elle obtient l'investiture des députés le 20 novembre par 57 voix pour et 54 contre. Elle démissionne de son mandat au Sénat, qui revient à Juan Soler-Espiauba. En accédant à la direction du gouvernement territorial, elle gagne le surnom de « la lideresa »,,.
Elle est victime d'un accident aérien sans gravité le 1er décembre 2005 à Móstoles. L'hélicoptère à bord duquel elle prend place avec le président du Parti populaire Mariano Rajoy et le maire de la ville Esteban Parro tombe subitement au sol peu après avoir décollé des arènes, soufflé par une forte rafale de vent. Aguirre s'en sort sans aucune blessure, tandis que Rajoy compte un doigt brisé.
Elle reçoit le 23 mai 2006 l'appui unanime du comité électoral puis du comité directeur du Parti populaire de Madrid pour postuler à un deuxième mandat. Ce choix est ratifié moins d'une semaine plus tard par le comité électoral national que préside Javier Arenas, en même temps que plusieurs autres chefs de file territoriaux. Lors des élections à l'Assemblée de Madrid du 27 mai 2007, elle conquiert la majorité absolue de voix, qui lui avait échappé lors des deux scrutins de 2003, avec plus de 53 % des suffrages exprimés et 67 parlementaires sur 120, soit dix de plus que dans la législature sortante. Dans la ville même de Madrid, sa liste recueille cependant 15 000 suffrages de moins que celle du maire Alberto Ruiz-Gallardón. Le 19 juin, elle remporte la confiance de l'Assemblée par 67 voix pour et 53 contre.

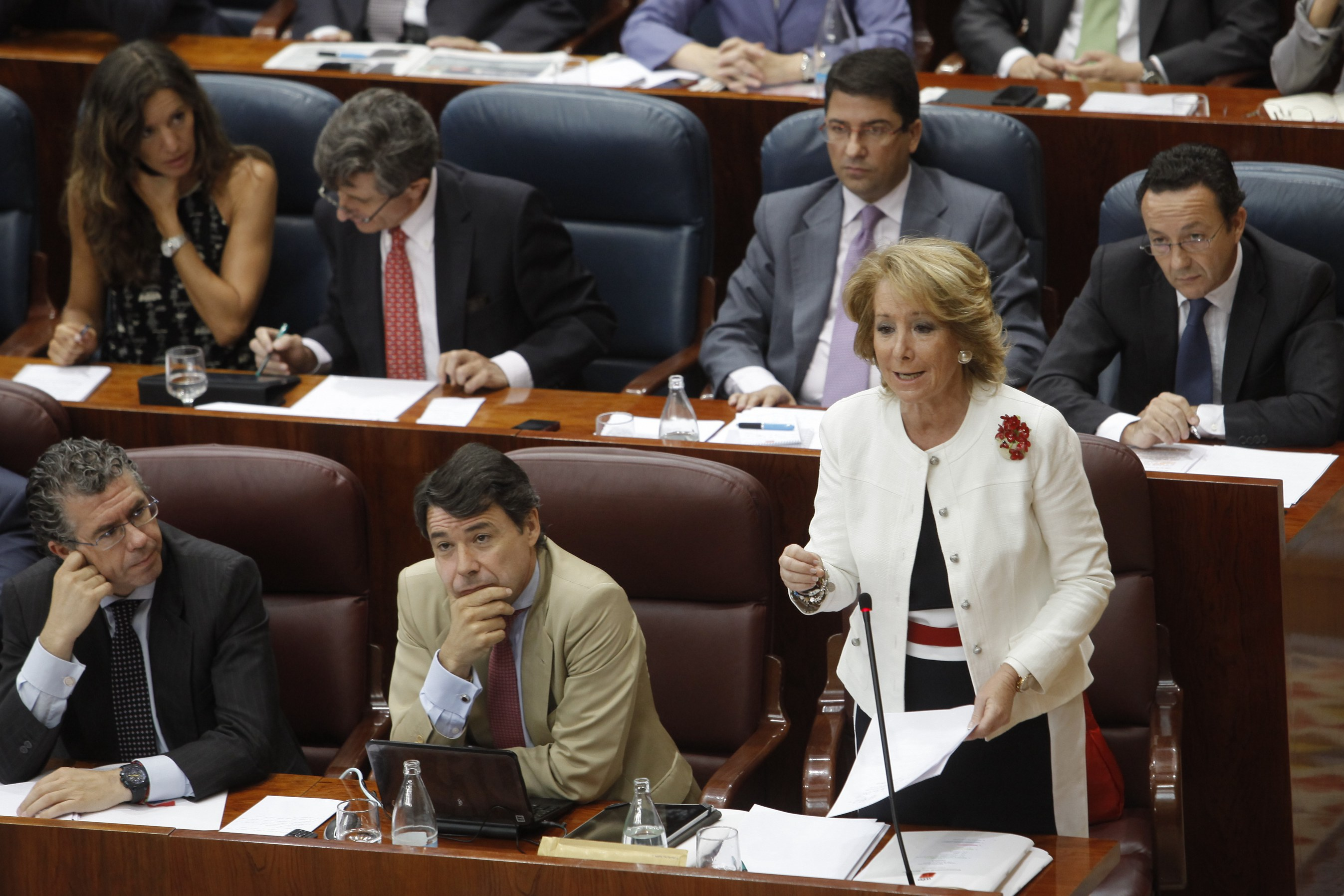
Pour son troisième mandat, Esperanza Aguirre dispose du double de députés du Parti socialiste.

Elle indique en juin 2009 souhaiter se présenter pour un troisième mandat consécutif, si le Parti populaire la soutient dans cet objectif. Cette posture est appuyée peu après par le président du parti Mariano Rajoy, soutien qu'il réaffirme en décembre suivant. Elle annonce le 21 février 2011 qu'elle compte se retirer pendant une à deux semaines afin d'être traitée médicalement pour un cancer du sein. Le vice-président du gouvernement Ignacio González est chargé d'exercer ses fonctions le temps de son absence. Après une opération chirurgicale réussie le lendemain, elle reprend ses fonctions le 6 mars à un rythme ralenti.
Aux élections parlementaires de Madrid du 22 mai suivant, elle remporte une nouvelle fois la majorité absolue, totalisant 72 députés sur 129 à l'Assemblée de Madrid avec 51,7 % des suffrages exprimés. Elle dispose ainsi de deux fois plus d'élus que le premier parti d'opposition, le Parti socialiste de Madrid-PSOE. Elle entame son troisième mandat après avoir été investie le 15 juin par les députés madrilènes, recevant 72 voix pour et 57 contre, aucun autre parti que le PPCM n'ayant voté pour elle.

### Privatisations

#### Modèle éducatif
Au cours de sa première campagne électorale, en février 2003, Esperanza Aguirre promet d'instituer une éducation bilingue espagnol et anglais dans 110 écoles élémentaires et collèges de la communauté de Madrid. Critiquée par les partis de gauche, elle justifie cette proposition par sa volonté d'apporter un « enseignement public de meilleure qualité ». Ce modèle, qui prévoit que les cours de sciences de la vie et de la terre soient dispensés en anglais, est mis en place dès la rentrée 2004 dans 26 établissements, et concerne à l'été 2016 359 écoles et collèges et 110 lycées. Un rapport d'une Fédération de parents d'élèves publié en 2016 considère que les enfants ayant suivi la filière bilingue subissent une plus forte inquiétude au moment de s'exprimer à l'oral, ne peuvent être considérés comme bilingues et présentent des résultats plus faibles que la moyenne en sciences naturelles. Si les établissements pouvaient choisir de dispenser les arts plastiques, le sport ou l'éducation civique en anglais, très peu l'ont fait. Au moment de sa démission en 2012, la présidente de la communauté de Madrid dit que l'enseignement bilingue est sa plus grande fierté.
Défenseure de la liberté de choisir l'école, elle déclare pendant la campagne des élections d'octobre 2003 que « les parents doivent choisir l'éducation de leurs enfants », soulignant qu'il s'agit d'un « principe constitutionnel ». Elle s'engage à ce que « le maintien des contrats d'association ne soit pas remis en cause, mais encore qu'ils soient soutenus, valorisés et stimulés ». Elle favorise ainsi l'école privée dans les budgets de la communauté autonome. Entre 2003 et 2009, les fonds destinés à l'école publique ont cru de 30 %, trois fois moins que ceux destinés au privé. À l'approche des élections de 2011, elle prend l'engagement de supprimer totalement la carte scolaire, afin que les parents puissent choisir l'école de leurs enfants « où qu'ils vivent ». Instauré à la rentrée de 2012, ce modèle de libre choix total de l'établissement scolaire génère une compétition entre établissements — renforcée par la possibilité ou non de proposer des enseignements en anglais — et une forte hausse des inégalités, à tel point que la communauté de Madrid est classée en 2018 comme la communauté autonome la plus inégale à l'école puisque la disparition de la carte scolaire favorise de facto les familles ayant le plus facilement accès à l'information et la plus grande capacité à se déplacer.

#### Onze nouveaux hôpitaux
Esperanza Aguirre annonce le 22 mars 2004 son intention de construire huit nouveaux hôpitaux publics, contre sept initialement promis pendant la campagne électorale de 2003. Les futurs établissements sont répartis entre les villes de Aranjuez, Arganda del Rey, Coslada, Madrid, Parla, San Sebastián de los Reyes et Valdemoro, tandis qu'un déjà existant sera transféré de la capitale à Majadahonda. Elle précise à cette occasion que les établissements seront gérés en partenariat public-privé, évoquant précisément « une forme de contrat de location ». Bien que Parla et Valdemoro soient distantes de seulement 15 kilomètres, elle justifie son choix de doter chaque commune d'un hôpital en raison des projections démographiques.

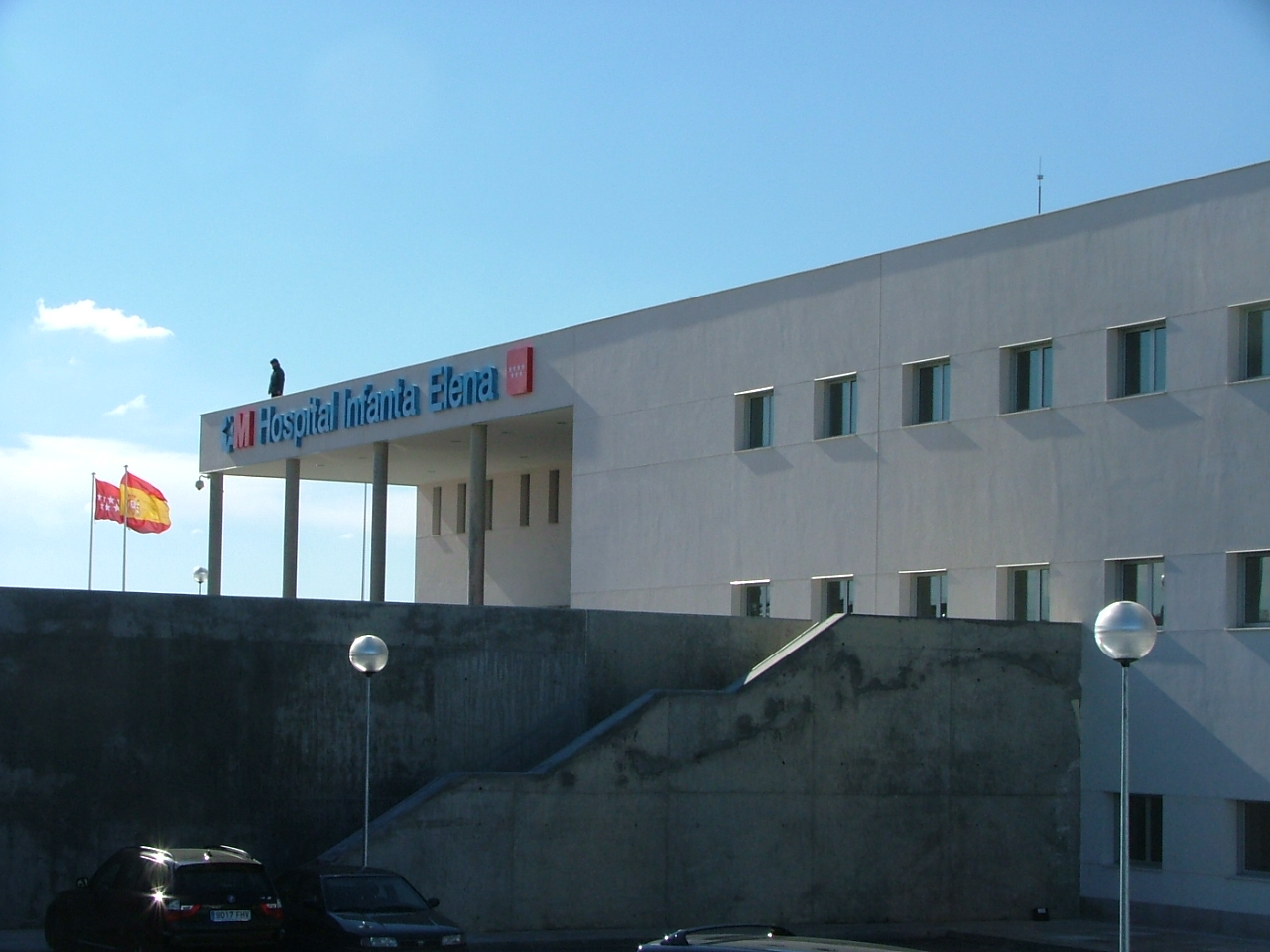
L'hôpital Infante Elena de Valdemoro est le premier hôpital public à gestion intégralement privée.

Le premier à ouvrir ses portes, le 24 novembre 2007, est l'hôpital Infante Elena, sis à Valdemoro et qui couvre également les communes de Ciempozuelos, San Martín de la Vega et Titulcia. Il s'agit alors du premier établissement hospitalier à être soumis à une gestion totalement privée, celle-ci concernant les services, leurs personnels, ainsi que les personnels soignants. Au mois de février 2008, la présidente de la communauté de Madrid inaugure six hôpitaux, dont l'un porte le nom de l'infante Leonor, un autre celui de l'infante Sofía — les filles du prince des Asturies Felipe — et un troisième celui de l'infante Cristina. Lors de l'ouverture de l'hôpital Infante Leonor, le premier établissant hospitalier public créé à Madrid depuis 31 ans, elle souligne que ces noms mettent en évidence « la loyauté de la communauté de Madrid envers la Couronne, qui symbolise l'unité et la permanence de l'Espagne »,.
Le nouvel hôpital Puerta de Hierro de Majadahonda, qui remplace le même établissement installé dans la capitale, est ouvert le 11 septembre suivant. La radio Cadena SER révèle en 2017 que juste avant l'inauguration de ce dernier, Aguirre a ordonné de transformer 135 chambres doubles en simples, supprimant ainsi 135 lits qui n'ont cependant pas été retirés du contrat de concession et ont donc fait l'objet d'une redevance annuelle, dont le coût total pour les finances publiques s'élève au moment des révélations à 20 millions d'euros. En novembre 2021, le parquet anti-corruption requiert la mise en examen d'Esperanza Aguirre des chefs de prévarication et détournements de fonds publics — dans le cadre de l'information judiciaire ouverte un an plus tôt sur requête de ce même ministère public contre une ancienne haute fonctionnaire de la communauté de Madrid — car cette réduction du nombre de lits hors de toute procédure administrative consisterait en une modification de fait des conditions du contrat de concession. La juge d'instruction rejette cette demande quatre jours plus tard en s'appuyant sur une jurisprudence du Tribunal suprême qui limite la possibilité de mise en examen des hauts dirigeants d'une structure complexe et hiérarchisée, estimant qu'Esperanza Aguirre n'avait pas directement connaissance des implications budgétaires de sa décision.
En août 2008, son gouvernement décide que trois nouveaux hôpitaux à construire d'ici la fin du mandat — à Collado Villalba, Torrejón de Ardoz et Móstoles — seront sous gestion privée intégrale, aussi bien pour les services médicaux que non-sanitaires ; aucune décision n'est en revanche prise pour l'établissement prévu dans le district de Carabanchel à Madrid. Cependant, le premier établissement à ouvrir ses portes — celui de Torrejón — n'est inauguré qu'en septembre 2011, trois mois après la fin de la législature. L'inauguration de l'hôpital Roi Juan-Carlos de Móstoles se produit en mars 2012. Celle de l'hôpital de Collado Villalba est réalisée en 2014, alors qu'Aguirre a déjà quitté le pouvoir et que le gouvernement territorial a versé 20 millions d'euros de redevance depuis la fin du chantier en 2012. Le projet madrilène est lui abandonné.
Le gouvernement promettait que ses huit premiers nouveaux hôpitaux permettraient l'ouverture de 1 200 nouveaux lits d'hospitalisation, mais seuls 587 sont effectivement créés puisque plusieurs sont fermés dans des hôpitaux anciens en conséquence de l'inauguration des nouveaux complexes. En janvier 2010, le gouvernement territorial répond favorablement à la demande des entreprises gestionnaires des centres de santé d'accroître leurs marges financières. Il décide, au travers d'une décision jamais rendue publique, de verser quatre millions d'euros supplémentaires à chaque société pour le surcoût lié à la construction et d'accroître les loyers annuels de 80 millions d'euros jusqu'à l'échéance du contrat, en 2035. La Cour des comptes révèle ces éléments en 2012, et un rapport de 2013 met en lumière la très grave situation financière de l'hôpital du Tage à Aranjuez, alors au bord de l'effondrement budgétaire.

#### Entreprise publique des eaux

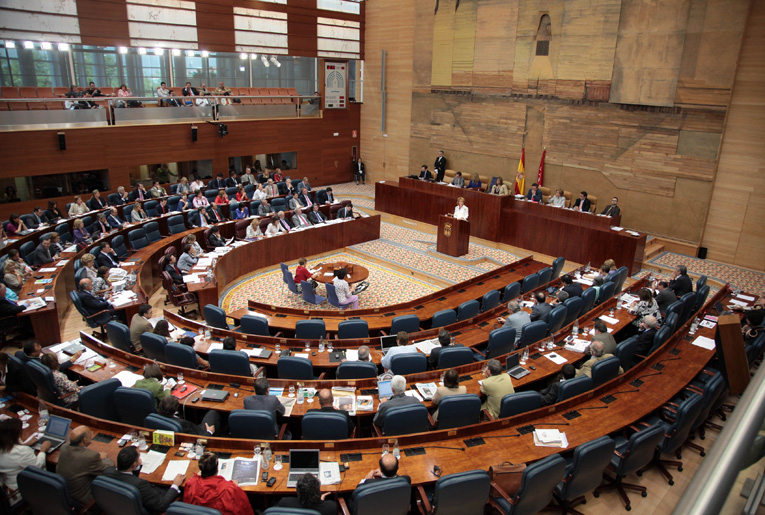
Esperanza Aguirre annonce lors du débat sur l'état de la Région sa volonté de privatiser le Canal Isabel II.

À l'occasion du débat sur l'état de la Région de 2008, Esperanza Aguirre annonce le 16 septembre devant l'Assemblée de Madrid sa volonté d'engager la privatisation du Canal Isabel II, l'entreprise publique qui gère la distribution de l'eau potable et l'épuration des eaux usées dans la communauté de Madrid. Elle précise que son projet est d'abord de créer une société anonyme à capital 100 % public, puis de placer 49 % des actions à la Bourse de Madrid. Elle justifie cette proposition par le fait que l'entreprise devra procéder à quatre milliards d'euros d'investissements dans les infrastructures, la technologie et les mesures environnementales dans les années à venir, et que ni les fonds publics ni l'endettement ne permettraient de les réaliser. Le vice-président du gouvernement et président du Canal Isabel II Ignacio González précise que la création de l'entreprise se fera vraisemblablement via la « loi d'accompagnement », un projet de loi parallèle à la loi de finances, qui inclut un certain nombre de mesures fiscales et administratives, et qui suit la même procédure d'adoption que le budget, se passant d'un certain nombre de débats préalables. Répondant le 9 octobre à une question parlementaire, Aguirre explique qu'il existe deux possibilités : l'endettement ou l'augmentation de capital, et souligne qu'elle préfère la seconde « comme le font les grandes entreprises » tout en reconnaissant que la société présente des capacités d'endettement raisonnable.
Le Conseil de gouvernement du 19 novembre approuve l'avant-projet de loi de mesures fiscales et administratives pour 2009, qui prévoit expressément la mise en place d'une société anonyme chargée de l'approvisionnement, l'épuration et le recyclage des eaux. Son capital sera ouvert à 49 % à des citoyens et investisseurs, la communauté de Madrid conservant les 51 % restants. Le projet est repoussé sine die le 30 juillet 2009, en raison de la crise économique espagnole, la présidente de la communauté indiquant que « vendre 49 % du capital nous paraît toujours une bonne idée, cependant la crise financière nous déconseille pour le moment d'entrer ces actions en bourse. Nous attendrons que viennent des jours meilleurs ». Il est relancé le 28 mai 2012, lorsque l'exécutif madrilène prend la décision de créer l'entreprise Canal Isabel II Gestion, dont le capital est réparti entre la communauté autonome à 80 % et les communes à hauteur de 20 %, dont 10,5 % pour Madrid. Le 13 décembre 2018, l'Assemblée de Madrid revient sur la possibilité de vendre une partie des actions de la société : une modification à la loi d'accompagnement pour 2009, proposée par le porte-parole de Ciudadanos Ignacio Aguado oblige à ce que le capital du Canal Isabel II soit « d'un caractère exclusivement public ».

### Prolongement du réseau de métro

Sous les mandats d'Esperanza Aguirre, le métro de Madrid est prolongé de 100 km.

Esperanza Aguirre présente le 16 décembre 2003 son projet d'expansion du métro de Madrid. Alors qu'elle s'était engagée pendant la campagne électoral à bâtir 60 nouveaux kilomètres, le projet en compte finalement 12,7 de plus, ainsi que 81 stations. Le coût total des travaux est estimé à 3,7 milliards d'euros et le chantier doit être terminé à la fin de la législature, en juin 2007. En plus des tunnels, trois lignes de métro léger sont également programmées. Le Conseil de gouvernement du 27 février 2004 donne le coup d'envoi de ce qui forme le « plus vaste allongement du réseau du métro ». L'exécutif attribue en effet 17,4 millions d'euros à la rédaction des 14 projets d'extension ou création de lignes. La distance ajoutée croît de nouveau au printemps pour atteindre le total de 80 kilomètres, puis le chiffre définitif est fixé à 90 kilomètres de lignes nouvelles lors du débat sur l'état de la Région de 2004, organisé le 22 septembre.
Avec l'arrivée au gouvernement des socialistes et le remplacement de Francisco Álvarez-Cascos par Magdalena Álvarez comme ministre de l'Équipement en avril 2004, elle change brutalement d'avis concernant la prolongation de la ligne 8 jusqu'au terminal T4 de l'aéroport de Barajas, alors en construction. La loi de finances régionale pour 2004 prévoyait pourtant explicitement le financement des études pour l'extension du tunnel du métro. Bien qu'elle défende initialement que la construction soit financée par AENA et l'État espagnol, elle fait machine arrière le 21 mai 2005 et annonce que la réalisation des travaux sera confiée à une entreprise privée sous le régime d'un contrat de concession. La première pierre est posée le 26 mai 2006 avec l'objectif de conclure les travaux sous un an.
Tout au long de l'année 2007, elle inaugure les nouvelles lignes, pour un total de 80 stations créées et 4,6 milliards d'euros investis. Le projet permet notamment la restructuration de la station Chamartín pour la connecter avec les trains de la Renfe et les Cercanías, la connexion du terminal 4 de Barajas au centre-ville, la création de trois lignes de métro léger — une reliant deux lignes de métro, deux reliant Madrid à Boadilla del Monte et Pozuelo de Alarcón respectivement — ainsi que l'achat de 446 nouvelles rames. Pour le mandat 2007-2011, elle s'engage initialement à amener le transport ferré à Majadahonda, Las Rozas de Madrid, Torrejón de Ardoz ou encore l'hôpital de Valdemoro. En raison de la crise économique, elle doit revoir ses ambitions à la baisse, instituant seulement 9,3 kilomètres de voies et six stations nouvelles. Ce bilan est alors le plus faible des 16 années de pouvoir du Parti populaire, mais lors de l'inauguration de la station Mirasierra en mars 2011, elle souligne que depuis l'accession au pouvoir du PP en 1995, le réseau a été agrandi de 200 kilomètres.

### Polices locales
Pendant la campagne des élections d'octobre 2003, Esperanza Aguirre présente le projet des brigades spéciales de sécurité de la communauté autonome de Madrid (Bescam). Cette entité intégrerait 3 000 policiers nationaux et 2 500 agents municipaux. Elle précise son projet lors de son premier discours d'investiture, le 19 novembre suivant : ces 5 500 policiers continueront de dépendre de leurs autorités de tutelles respectives mais seront financées et équipées par la communauté autonome et installées dans 30 bases sises dans des communes de plus de 25 000 habitants. Le conseiller à la Justice et à l'Intérieur Alfredo Prada indique un mois plus tard que les traitements des policiers intégrés aux Bescam seront supportés par le budget de la communauté autonome, qui leur accordera un complément propre aux futures brigades de sécurité.
La création des 30 premières brigades est actée par le Conseil de gouvernement le 8 janvier 2004. La première base est supposée être opérationnelle le 1er mars à Móstoles. Le traitement prévu est supérieur de 45 % à celui perçu par les policiers municipaux de la ville de Madrid. Les agents seront sous les ordres des maires mais seront contrôlés par un coordonnateur de la communauté autonome qui vérifiera que leurs tâches se limitent bien à la sécurité publique. Après que le ministre de l'Intérieur Ángel Acebes a refusé de céder le commandement des policiers nationaux aux maires et que les syndicats policiers ont menacé de manifestations en cas de disparités salariales entre agents en fonction des communautés autonomes, Aguirre suspend le projet le 16 janvier. Un mois plus tard, Prada précise que le projet est réorienté vers le versement de subventions aux communes en fonction de leurs besoins en matière de protection de la sécurité publique.

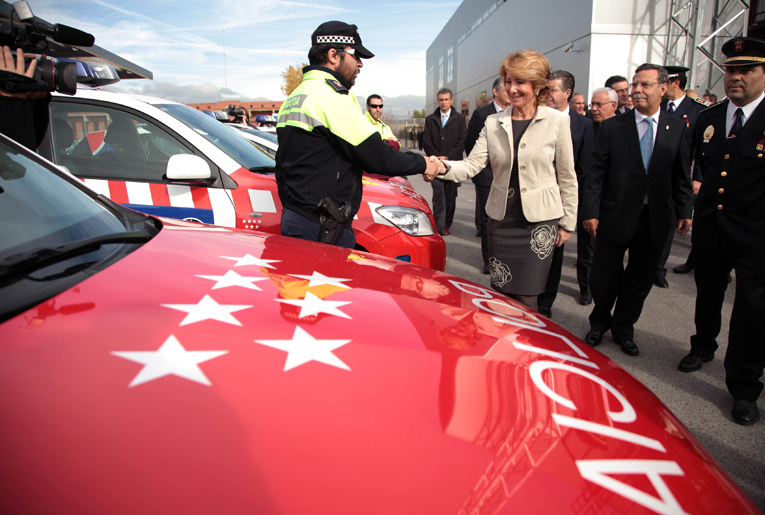
Esperanza Aguirre institue les Bescam comme polices locales financées par la communauté autonome.

Elle parvient à relancer rapidement son projet, puisque le 5 mai le gouvernement régional trouve un accord avec la Fédération des villes madrilènes (FMM) au cours d'une réunion en présence du nouveau délégué du gouvernement Constantino Méndez. Cette entente prévoit le financement de 570 postes de policiers municipaux à Alcalá de Henares, Alcorcón, Fuenlabrada, Getafe, Leganés, Parla, Coslada, Pozuelo de Alarcón, Alcobendas, Torrejón de Ardoz, Rivas-Vaciamadrid, San Fernando de Henares, Colmenar Viejo, Arganda del Rey, Boadilla del Monte et San Lorenzo de El Escorial. Le contrat-cadre est officiellement signé avec la FMM le 19 juin, puis la communauté autonome passe le 20 septembre une convention avec chacune des villes concernées. En incluant Móstoles, qui avait signé son accord en amont, 17 communes sont concernées, dont huit gouvernées par le Parti populaire, sept par le Parti socialiste et deux par la Gauche unie,. Le dispositif des Bescam se déploie ensuite de manière progressive, avec 15 villes supplémentaires intégrées en décembre 2004, puis deux en novembre 2005.
À partir de juillet 2006, les brigades de sécurité sont étendues aux communes qui comptent moins de 25 000 habitants tandis que la dotation de cités déjà intégrées au mécanisme est renforcée. Conformément à un engagement pris publiquement par Esperanza Aguirre en avril 2007 d'intégrer toutes les villes dotées d'une police municipale au dispositif, les Bescam sont déployées dans 61 nouvelles communes en mars 2009 et renforcées dans quatre autres, portant à 111 le nombre de territoires concernés par les brigades sur les 179 que compte la communauté autonome, pour un total de 2 500 policiers municipaux.
En septembre 2011, la présidente de la communauté de Madrid déclare être prête à mettre sur pied une police de communauté autonome (policia autonómica) dans un contexte d'ordre public troublé dans la capitale espagnole. Un tel engagement se révèle intenable, puisque le statut d'autonomie ne prévoit pas l'exercice de la compétence de la sécurité publique ou la police judiciaire par le gouvernement territorial.

### Prise de positions
Esperanza Aguirre critique, en 2008, la réglementation en vigueur au sujet des parcs naturels, souhaitant y faire autoriser l'exploitation forestière, la pêche et la chasse. Elle soutient en outre les déclarations climato-négationnistes de José María Aznar concernant le réchauffement climatique. L'ex-président du gouvernement avait affirmé que « le changement climatique est une religion qui condamne au bûcher ceux qui remettent en cause ses thèses » et l'avait comparé au communisme.
Au cours d'un entretien avec le roi d'Espagne Juan Carlos Ier au palais de la Zarzuela le 19 septembre 2011, elle considère que « si l'éducation est gratuite et obligatoire dans un premier temps, elle n'a pas à l'être par la suite », précisant quelques heures plus tard sur son compte Twitter qu'elle faisait référence aux masters. De même, elle s'interroge en février 2012 sur la gratuité de la justice : « la gratuité absolue de la Justice, c'est ce qui crée l'engorgement dont elle souffre. Il faudra alors faire les réformes nécessaires », se disant favorables à maintenir la gratuité totale de l'éducation et de la santé « dans leurs aspects déjà gratuits ».
À deux reprises au cours de l'année 2011, le tribunal supérieur de justice de Madrid annule un décret fixant le service minimum des salariés du secteur public pendant un mouvement de grève. Le 6 juillet, les magistrats considèrent que le décret pris en prévision de la grève générale du 29 septembre 2010 viole le droit fondamental de grève, inscrit dans la Constitution, en ce qu'ils concernent les activités judiciaires, éducatives, les services sanitaires, la prévention et l'extension des incendies ou encore les transports publics. Quatre mois plus tard, un nouveau verdict annule cette fois le décret adopté face aux mouvements de grève dans le secteur éducatif en mai 2008 : pour les juges, le gouvernement madrilène était dans son droit en déclarant « services essentiels » les crèches, les établissements spécialisés et leurs services de restauration, mais que le taux minimum de présence des agents requis pour chaque service n'est pas motivé, ce qui a pour conséquence de léser le droit de grève.
Elle dénonce lors d'un événement semi-public le 26 septembre le mouvement des Indignés en des termes extrêmement virulents, jugeant « qu'ils se considèrent autorisés à dire qui est le peuple et nient toute légitimité à ses représentants », les comparants aux jacobins de la Révolution française. Pour elle, quand on ajoute à la démocratie « des adjectifs comme organique, directe, populaire... en réalité, on parle de dictature ». Ces mots sont condamnés par le président du Congrès des députés José Bono, également présent.
Proche de Juan Carlos Ier pendant toute sa carrière politique, Esperanza Aguirre est l'une des rares femmes politiques espagnoles à continuer de faire la révérence aux membres de la famille royale bien que le protocole ne l'exige plus, geste qui trouve fréquemment un large écho dans la presse et sur les réseaux sociaux,,.

### Polémiques

#### Campus de la Justice
Esperanza Aguirre annonce le 15 juillet 2004 son intention de mener à bien un projet imaginé par son prédécesseur Alberto Ruiz-Gallardón peu après sa propre arrivée au pouvoir, en 1996 : la création d'une « cité de la justice » (Ciudad de la Justicia) destinée à réunir en un seul lieu l'ensemble des tribunaux dispersés sur le territoire de la ville de Madrid, qu'elle décide d'installer dans le secteur de Valdebebas. Le premier bâtiment est prévu d'ouvrir dans les six premiers mois de l'année 2007. Le concours d'architecte est résolu un an plus tard, le 14 juillet 2005, avec la proposition de campus de la Justice (es) du cabinet Frechilla y López-Peláez Arquitectos. Le conseiller à la Justice et à l'Intérieur Alfredo Prada indique le projet nécessitera 300 millions d'euros d'investissements qui seront couverts par la vente des édifices judiciaires fermés après l'ouverture du complexe.
La réalisation du premier bâtiment est confiée le 17 avril 2006 au Britannique Norman Foster. Elle préside la cérémonie de pose de la première pierre le 31 janvier 2007, en présence du sénateur galicien Manuel Fraga, du président du Tribunal suprême Francisco José Hernando et du procureur général de l'État Cándido Conde-Pumpido, pour une ouverture désormais prévue en 2011. Une nouvelle cérémonie est organisée le 29 avril 2008, qui concerne spécifiquement les cinq premiers édifices du complexe : l'Institut de médecine légale (IML), qui doit ouvrir ses portes en 2009, le tribunal pour enfants, le tribunal supérieur de justice de Madrid, l'audience provinciale de Madrid et la centrale thermique. Le 1er décembre, l'architecte de l'Institut médico-légal — seul bâtiment en construction — renonce à la propriété intellectuelle sur son œuvre et à la direction du chantier en raison du manque de moyens alloués à la réalisation du projet. Environ un an et demi plus tard, le 1er juin 2010, la radio Cadena SER révèle que la cérémonie du 31 janvier 2007 a coûté la somme de 1,4 million d'euros, ce qui génère de fortes critiques de l'opposition parlementaire, surtout qu'à la date des révélations, le chantier est stoppé depuis six mois faute de moyens et que seul l'IML est quasiment achevé.

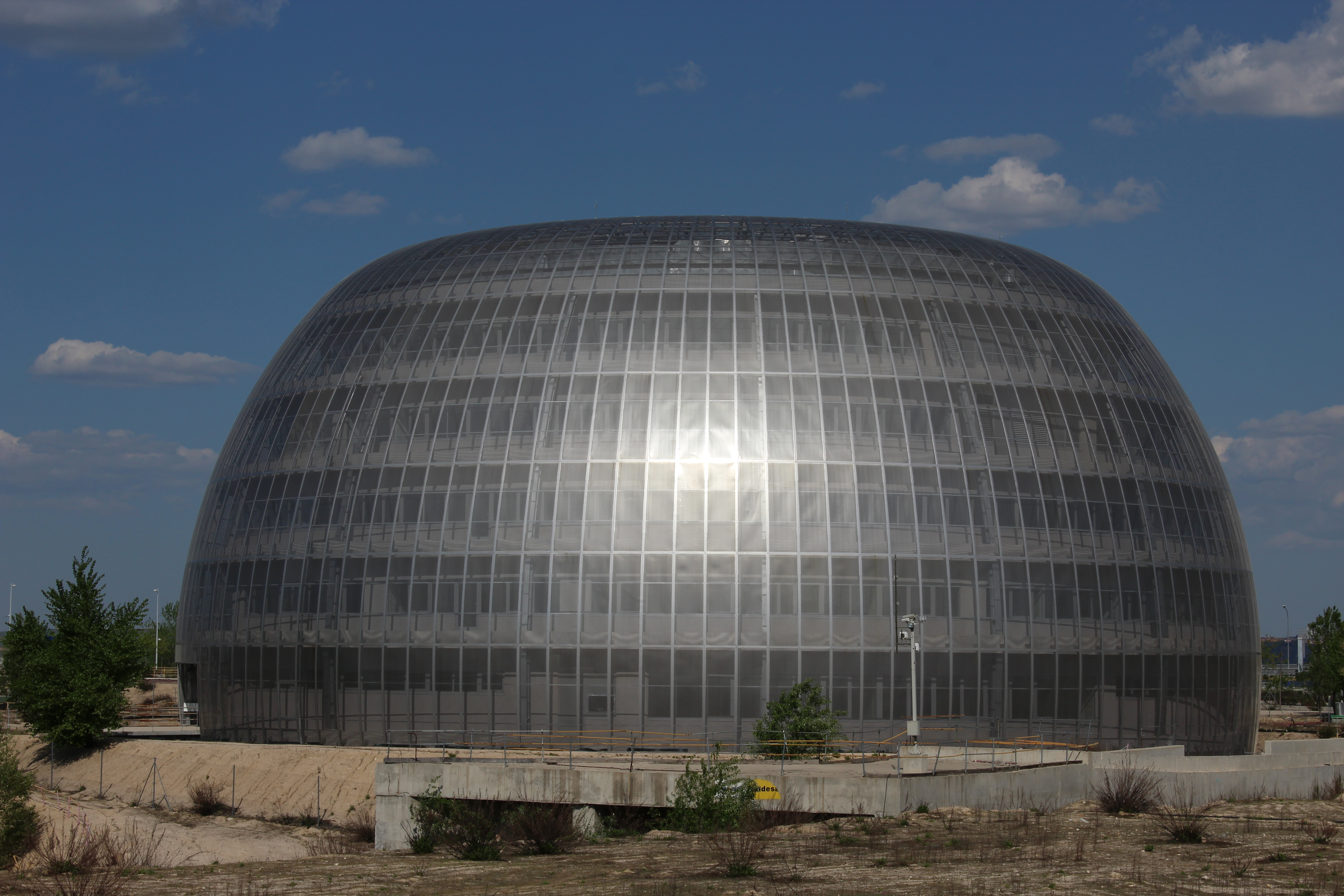
Entre 2007 et 2015, seul l'Institut de médecine légale est effectivement construit.

Le projet est relancé en février 2012 dans une version bien plus réduite, le nouveau projet renonçant à recourir à des architectes de prestige et à des designs audacieux pour les bâtiments judiciaires. L'objectif pour réduire au maximum le coût final du Campus était d'en privatiser la sécurité, le nettoyage et l'entretien. La relance est abandonnée sept mois plus tard par le nouveau président de la communauté de Madrid Ignacio González, qui prononce même le 31 juillet 2014 la dissolution de l'entreprise publique Campus de la Justice, chargée de mener à bien la construction du complexe et détenue à 100 % par le gouvernement autonome. Les comptes définitifs de l'entreprise — rendus publics en août 2015 — font apparaître que l'exécutif régional madrilène a perdu 105 millions d'euros d'argent public dans le projet, puisqu'il a financé l'entreprise à hauteur de 130 millions, dont 94 millions entre 2007 et 2009, alors que celle-ci présente un patrimoine de 25 millions. Sur les 20 salariés que la société comptait à la fin de l'année 2012, 17 avaient le grade de chef mais sans subordonnés, et aucun n'a été recruté au mérite. L'ensemble des marchés publics liés au campus de la Justice est abrogé le 16 novembre suivant par le gouvernement de centre droit de Cristina Cifuentes.

#### Espionnage interne

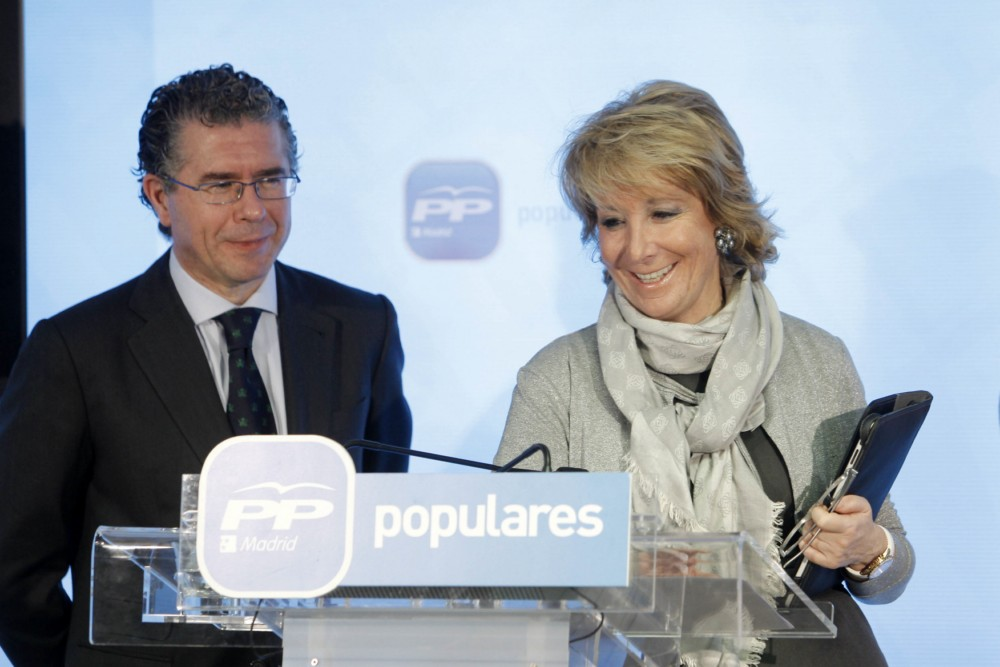
En 2009, son adjoint Francisco Granados est accusé d'avoir créé une cellule d'espionnage clandestine.

Le 19 janvier 2009, le quotidien de centre gauche El País publie une enquête selon laquelle le conseiller à la Présidence, à la Justice et à l'Intérieur Francisco Granados a mis en place une équipe composée d'un ancien inspecteur de police et trois ex-gardes civils chargés de rédiger des rapports sur des affaires de corruption concernant des mairies socialistes, ou conservatrices ayant de mauvaises relations avec l'exécutif territorial. L'entourage d'Esperanza Aguirre affirme ne pas être informé de l'existence de cette cellule et ne pas disposer des rapports établis par celle-ci. Le journal indique par ailleurs, sans lier les deux affaires, que le vice-président du gouvernement madrilène Ignacio González a fait l'objet d'une filature et d'espionnage lors de voyages en Amérique du Sud au titre de ses fonctions de président de la société publique des eaux Canal Isabel II.
Alors qu'elle affirme le lendemain que « la communauté de Madrid est une institution qui n'a rien à voir avec tout ce qui touche à l'espionnage » et que « si des dossiers sont établis, c'est un délit », El País publie les 21 et 22 janvier deux nouveaux articles expliquant que la cellule formée par Granados a espionné en 2008 le vice-maire de Madrid Manuel Cobo et le conseiller à la Justice du gouvernement autonome Alfredo Prada, à une période où le Parti populaire se trouve empêtré dans une lutte interne fratricide entre les soutiens du président du parti Mariano Rajoy — dont faisaient partie Cobo et Prada — et les partisans d'Aguirre,. Lors d'un événement public à Bilbao le 26 janvier, la présidente affirme simplement que « la communauté de Madrid n'a pas d'espions ».
Une enquête interne est ouverte par Rajoy le 22 janvier et confiée à sa secrétaire générale María Dolores de Cospedal. Cette dernière affirme « croire » Aguirre quand celle-ci lui indique ne pas avoir connaissance de l'existence d'espions au sein des services de la communauté autonome. Au cours d'un entretien privé avec le président du parti, la présidente du gouvernement autonome explique qu'elle prend cette investigation comme un « geste de défiance » à son égard. Aguirre accepte le 2 février l'ouverture d'une commission d'enquête parlementaire à l'Assemblée de Madrid, ce qui conduit Cospedal à suspendre sa propre instruction. Composée de huit parlementaires, dont cinq issus du Parti populaire, la commission d'enquête est formellement créée le 6 février, mais elle ne commence ses travaux que le 4 mars, devant auditionner 29 personnes avant la fin de son mandat, le 31 mars,.
Usant de sa majorité absolue, le groupe parlementaire du PP vote six jours après le début effectif du mandat de la commission la clôture de celle-ci au 18 mars, deux semaines plus tôt que prévu, empêchant de facto la comparution d'un nombre important de témoins. En signe de protestation, l'opposition annonce qu'elle boycottera les prochains actes institutionnels placés sous la présidence d'Esperanza Aguirre. Lors de la séance plénière du 18 mars, le Parlement madrilène adopte avec les seules voix du PP le rapport de la commission qui exclut toute existence d'un groupe d'espions au sein de l'administration territoriale. Si les partis de gauche insistent sur le fait qu'il est établi que l'agenda de Cobo et Prada coïncide avec les éléments mis à jour par l'enquête d’El País, Aguirre affirme pour sa part que « grâce aux documents sollicités par la commission et aux 11 témoins entendus, il est manifeste qu'aucune cellule d'espionnage n'a jamais existé ».
L'affaire passe finalement devant l'audience provinciale de Madrid en 2019, seuls étant jugés des fonctionnaires du département de l'Intérieur. Tous sont acquittés par le jury populaire.

#### Ligne 7 du métro

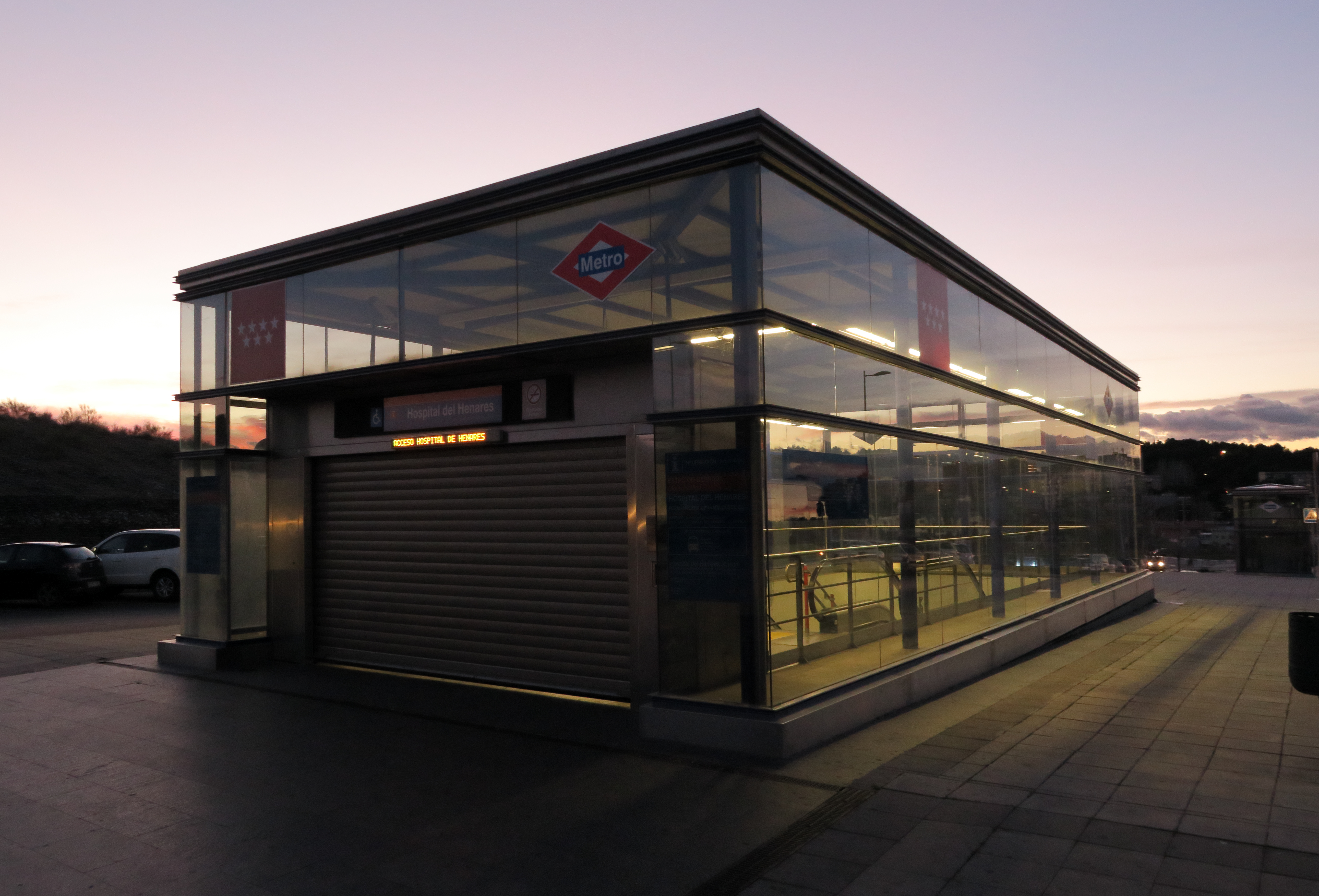
Inaugurée en 2008, la station Hospital del Henares est fermée à six reprises dans les 12 années qui suivent.

Esperanza Aguirre inaugure le 6 mai 2007 le projet MetroEste, une extension de 12 kilomètres de la ligne 7 du métro de Madrid qui comporte huit nouvelles stations, notamment sur les territoires des communes de Coslada et San Fernando de Henares. L'ouverture de la station Hospital del Henares est cependant reportée et conditionnée à la mise en service de l'hôpital qu'elle est censée desservir. Finalement ouverte en février 2008, la station fait l'objet de cinq fermetures pour travaux dans les dix années qui suivent, parfois pendant plusieurs mois.
À l'occasion de la sixième fermeture, en février 2020, le journal en ligne Eldiario.es publie coup sur coup deux rapports remis au gouvernement de la communauté de Madrid alertant sur les risques géologiques dans le secteur, publiés respectivement en 2007 — trois semaines avant l'inauguration — et en 2016. Commencé en 2004, le chantier d'allongement de la ligne 7 a connu un grand changement en 2006, lorsque Aguirre a déclaré au cours d'un meeting que le futur hôpital d'Henares serait connecté au métro avant la fin de son mandat, en 2007. Le tracé initial a donc été modifié, ainsi que la profondeur du tunnel, afin de tenir cet engagement, mais sans mener les études géologiques préalables. Celles menées sur le tracé initial montrait pourtant que le sous-sol était particulièrement instable à cet endroit,. Le coût de réfection du tunnel et des stations Henares et Hospital del Henares s'élève à 22 millions d'euros en février 2020. Un an plus tôt, le tribunal administratif de Madrid avait confirmé la responsabilité de l'administration régionale, qualifiant la prolongation de la ligne 7 de « ruine » causée par « l'absence de prise en compte des singularités du sous-sol ».
Le 26 novembre 2021, le conseiller aux Transports de la communauté de Madrid David Pérez reconnaît publiquement que les problèmes rencontrés par les familles victimes de ces mouvements de terrain — dont 27 se trouvent sans logement après la démolition de celui-ci — « sont la conséquence de la construction de la ligne de métro » et promet d'indemniser les personnes touchées.

#### Train fantôme Móstoles - Navalcarnero
Dans le cadre de sa campagne électorale pour les élections de 2007, Esperanza Aguirre promet la construction d'une ligne ferroviaire entre les communes du sud-ouest de Móstoles et de Navalcarnero, étant prévu sur cette dernière un important développement urbain qui n'a jamais vu le jour. La présidente de la communauté de Madrid pose la première pierre du projet en 2008 et les travaux commencent, mais l'entreprise de BTP Cemonasa, filiale du groupe Obrascón Huarte Lain (OHL) et concessionnaire des travaux puis de l'exploitation de la ligne, arrête le tunnelier en 2010 en arguant de « difficultés financières ».
Les travaux ne reprennent jamais et cinq ans après leur arrêt, Cemonasa demande la résolution du contrat de concession, mais celle-ci est refusée et l'entreprise se voit imposer une amende administrative de 34 millions € pour non-exécution du contrat par les autorités de la communauté autonome. La société se déclare en faillite en 2016, annulant de fait le marché de travaux et d'exploitation. Par deux décisions de justice rendues en 2021, le gouvernement de la communauté de Madrid est condamné à rembourser le montant de l'amende à OHL. L'exécutif territorial approuve cette même année de verser 162 millions € au groupe de BTP pour solde de tout compte, soit une somme inférieure de près de moitié à celle réclamée par le constructeur devant la justice. Un amendement au projet de loi de finances de l'État pour 2022, présenté par le parti Más País, pour intégrer le tronçon au réseau des Cercanías Madrid est repoussé lors de la discussion budgétaire.

### Démission

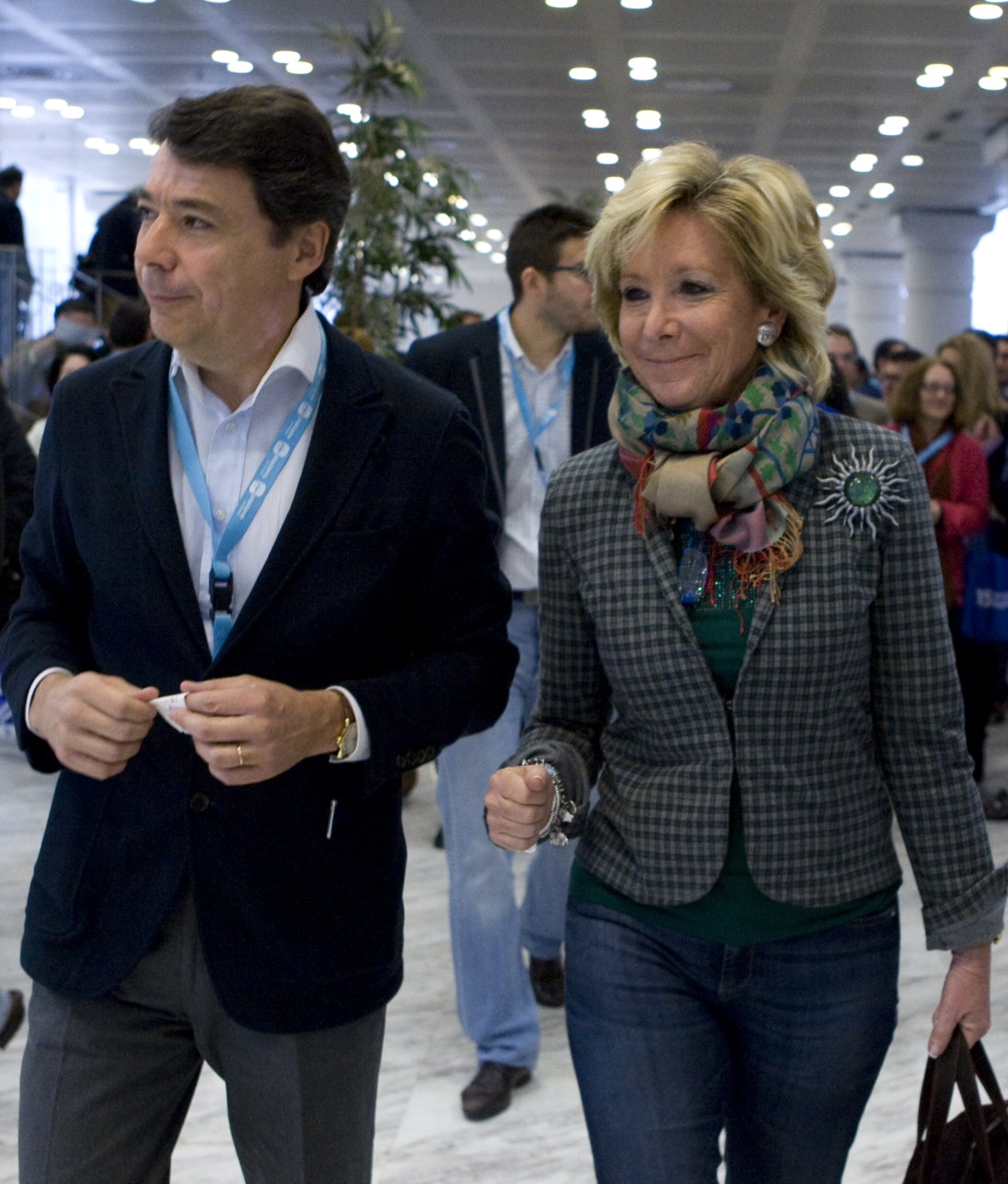
Esperanza Aguirre cède le pouvoir à son numéro deux Ignacio González en 2012.

Le 17 septembre 2012, Esperanza Aguirre convoque de manière impromptue une conférence de presse, au cours de laquelle elle fait part de son intention de démissionner de la présidence de la communauté de Madrid et de son mandat de députée à l'Assemblée de Madrid. Elle précise se retirer « du premier plan de la vie politique, mais pas de la politique ». Elle avait informé le président du gouvernement Mariano Rajoy quelques heures auparavant. Sans indiquer les raisons de son départ après neuf ans au pouvoir, que Rajoy attribue dans un communiqué à « des raisons personnelles », elle explique simplement être « arrivée à la conclusion que c'est le moment adéquat » pour se retirer. Elle ajoute qu'il n'y a « pas de retour en arrière, c'est comme franchir le Rubicon ». Ses proches révèlent qu'avec le retour au pouvoir du PP fin 2011, elle avait sollicité le chef de l'exécutif pour accéder au poste d'ambassadrice au Royaume-Uni, finalement confié à Federico Trillo.
Elle est alors la première présidente de la communauté autonome à démissionner volontairement de ses responsabilités, et la première cheffe de l'exécutif territorial ayant remporté une élection à ne pas achever son mandat. Ignacio González lui succède par intérim, avant d'être élu par l'Assemblée le 26 septembre par 72 voix pour et 53 voix contre. Conformément à des déclarations faites quelques mois auparavant, elle réintègre la fonction publique d'État, bien qu'elle soit désormais inscrite au barreau de Madrid comme avocate non pratiquante,,.
À partir du 8 octobre, elle est affectée à l'Institut du tourisme d'Espagne (Turespaña), pour occuper un poste de conseillère technique au sein du secrétariat d'État au Tourisme dirigé par Isabel Borrego. À peine trois mois plus tard, elle est embauchée par le cabinet de recrutement Seeliger y Conde, qui chasse les têtes pour les plus grandes entreprises d'Espagne.

## Figure du Parti populaire

### Présidente régionale

#### Bataille avec Gallardón

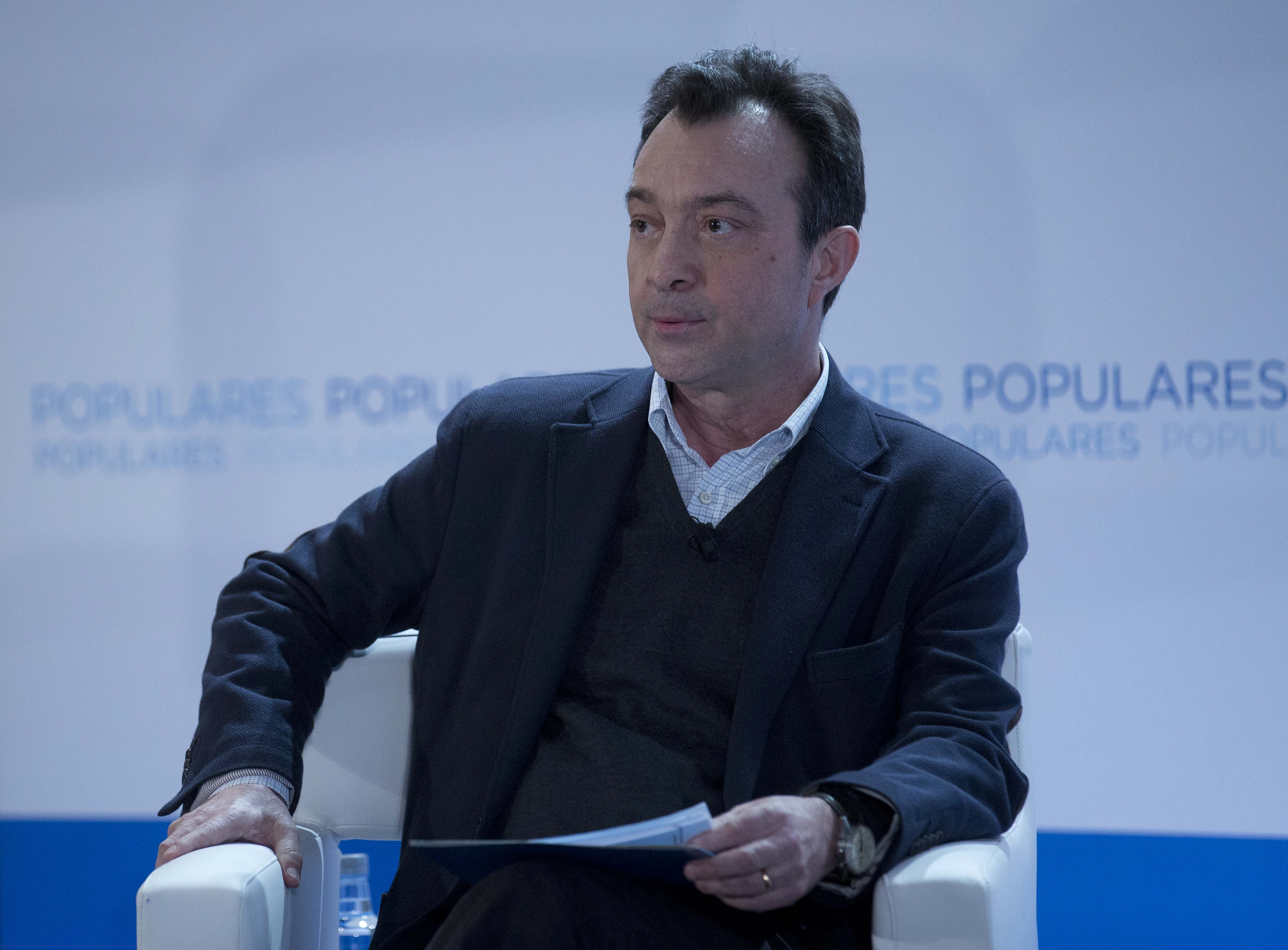
Esperanza Aguirre refuse que Manuel Cobo soit son secrétaire général puis le force à se retirer.

Dans un communique diffusé le 5 octobre 2004, le président du Parti populaire de la communauté de Madrid Pío García-Escudero, en poste depuis 11 ans, annonce qu'il ne sera pas candidat à sa succession lors du XIIIe congrès régional. L'entourage d'Esperanza Aguirre soutient que celle-ci est la candidate naturelle pour prendre sa suite, mais les proches du maire de Madrid Alberto Ruiz-Gallardón défendent que le choix du futur président doit se porter sur une personnalité consensuelle comme l'était Escudero. Ce dernier souligne que de son point de vue, une seule candidature devra être formalisée devant les 2 000 délégués, posture que soutient le secrétaire général national, Ángel Acebes. Tous les deux se rencontrent le soir-même, et le maire propose à la présidente une solution d'unité prévoyant que son propre adjoint à la mairie Manuel Cobo prenne le poste de secrétaire général, mais Aguirre refuse. Le lendemain de l'annonce d'Escudero, celle-ci et Cobo annoncent leurs candidatures respectives,. Mariano Rajoy, président national du Parti populaire, déclare simplement le lendemain que « le plus important, c'est que le lendemain [du congrès] toute l'organisation soit unie derrière le vainqueur ».
Au cours d'une réunion du comité directeur régional extrêmement tendue, Cobo ne peut que constater qu'il dispose d'un nombre très réduit de soutiens parmi les cadres du PPCM, à l'inverse d'Aguirre qui est amplement soutenue. En conséquence, il décide de renoncer le 14 octobre et laisse la présidente du territoire seule en lice. Le 27 novembre, elle prend formellement la succession de Pío García-Escudero : ayant recueilli les parrainages de 1 627 délégués sur 2 000, elle est élue présidente du PP de Madrid par 1 745 voix pour et 152 votes blancs, soit 91,99 % de suffrages favorables. Formant une direction où aucun proche du maire de la capitale ne siège, elle désigne son conseiller aux Infrastructures Francisco Granados comme secrétaire général et son vice-président Ignacio González président du comité électoral, l'organe qui valide les listes de candidats à l'Assemblée de Madrid et dans les villes de plus de 20 000 habitants. Dans l'année qui suit son entrée en fonction, elle organise le renouvellement des sections du parti dans les 178 villes de la région et les 21 districts de Madrid, un mouvement que ses opposants internes perçoivent comme une volonté de prendre le contrôle du PP au niveau municipal dans la perspective des élections de 2007.

#### Reconduction systématique
Esperanza Aguirre est réélue à son poste le 20 septembre 2008, à l'occasion du XIVe congrès régional du Parti populaire, en recevant le soutien de plus de 96 % des 2 086 délégués présents. Elle confirme Granados dans ses responsabilités et rend un vibrant hommage à Ruiz-Gallardón, dont elle salue la réélection triomphale environ un an auparavant. Au cours d'une réunion du comité exécutif le 23 novembre 2011, trois jours après la victoire du PP aux élections générales anticipées, elle remplace Granados par son premier vice-président du gouvernement, Ignacio González. Ce changement de numéro deux est notamment justifié par une « perte de confiance » d'Aguirre envers Granados, qu'elle avait exclu de son troisième gouvernement formé quelques mois auparavant.
Le XVe congrès la confirme à la présidence de la fédération madrilène du parti le 28 avril 2012, avec le vote favorable de 97,2 % des 2 492 délégués au conclave. Au sein de son comité exécutif, elle confirme González comme secrétaire général, confie à la nouvelle déléguée du gouvernement Cristina Cifuentes la présidence du comité des droits et des garanties, et fait élire l'ancien maire de la capitale José María Álvarez del Manzano et le président du conseil municipal madrilène Ángel Garrido au comité exécutif. La maire de Madrid Ana Botella et le président des Nouvelles générations du Parti populaire de Madrid (NNGG) Pablo Casado siègent de droit au sein de la nouvelle équipe.

### Congrès de 2008

#### Veto à Gallardón et menace de candidature

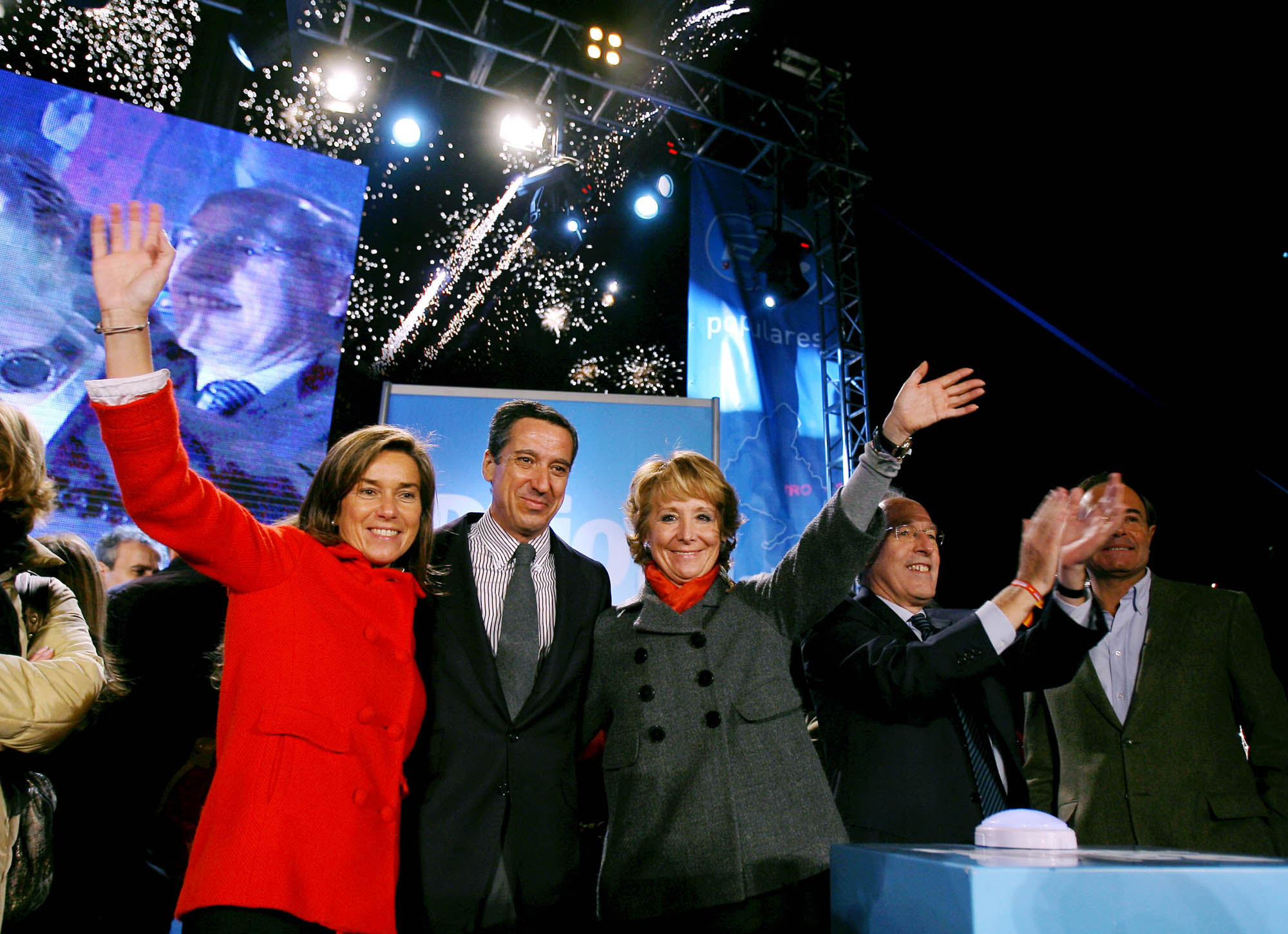
Esperanza Aguirre s'oppose à la candidature d'Alberto Ruiz-Gallardón aux élections générales de 2008.

Au mois de janvier 2008, Esperanza Aguirre s'oppose frontalement à la volonté du président du Parti populaire Mariano Rajoy d'inclure Alberto Ruiz-Gallardón sur sa liste de candidats aux élections générales du 9 mars dans la circonscription de Madrid. Tous deux sont convoqués à une réunion par Rajoy et le secrétaire général du PP Ángel Acebes le 15 janvier, afin de résoudre le conflit. Le chef du parti poursuit alors l'objectif de convaincre la président de la communauté de laisser le maire de la capitale se présenter, mais celle-ci s'y refuse puisqu'elle considère qu'il disposera d'un avantage sur elle en étant député, si tous deux postulent à l'hypothétique succession de Rajoy. Au cours de la réunion, Aguirre surprend les autres participants en se disant prête à être elle aussi sur liste, donc à remettre sa démission afin de faire disparaître l'incompatibilité l'empêchant de siéger au Congrès des députés. Si Gallardón se dit favorable à une telle solution, Rajoy y met son veto et se range de facto à la position d'Aguirre. Rajoy et Aguirre présentent le 5 février la liste des candidats dans le parc du Retiro à Madrid, en l'absence de Gallardón qui fait savoir qu'il n'a pas été convié.
Lors d'une rencontre semi-publique le 7 avril, près d'un mois après la défaite du parti aux élections générales, elle laisse sous-entendre qu'elle pourrait être candidate à la présidence du parti lors du congrès à venir. Sans jamais citer Rajoy, elle dénonce que le PP n'a pas mené une bataille idéologique contre le Parti socialiste ouvrier espagnol (PSOE) et est tombé dans le piège du mariage homosexuel ou de la révision historique de la guerre civile et du franquisme, ce qui a donné aux conservateurs l'image d'un parti obsolète et antipathique. Interrogée sur une possible candidature, elle explique « qu'il reste deux mois [avant la tenue du Congrès]. Ça serait mépriser les 700 000 militants du PP de dire aujourd'hui ce que je ferai en juin », allant plus loin que ses précédentes déclarations où elle expliquait que « cela n'entre pas dans mes plans. Si quelque chose devait changer, le premier informé serait le président du parti ». La plupart de ses proches soutiens, comme son vice-président Ignacio González ou son porte-parole parlementaire Antonio Beteta, l'incitent à se présenter, mais son secrétaire général Francisco Granados considère la chose trop compliquée sans le soutien d'autres dirigeants territoriaux.

#### Critiques et renoncement
Les deux dirigeants se lancent de dures attaques entre le 17 et le 19 avril : Esperanza Aguirre affirme en premier lieu qu'« il semble que la social-démocratie s'accommode mieux de Rajoy que d'Aguirre, ce qui ne me surprend pas », revendiquant autant sa défense constante d'une ligne libérale que l'ouverture d'un débat idéologique inexistant au sein du PP. Rajoy lui répond deux jours plus tard que « celui qui veut rejoindre le Parti libéral ou le Parti conservateur, qu'il y aille », ajoutant — en référence au soutien d’El Mundo et de la Cadena COPE à Aguirre — qu'« aucun média ne m'a demandé de présenter ma candidature ». Alors que sa candidature semble de plus en plus compromise, sans qu'elle ne se soit jamais prononcée ouvertement sur son aspiration à diriger le principal parti d'opposition espagnol, la présidente de la communauté de Madrid appelle le 23 avril à prévoir la tenue d'une élection primaire pour désigner le chef de file électoral aux prochaines élections générales, programmées en 2012,. Le 16 mai, le président fondateur du PP Manuel Fraga affirme publiquement qu'« Alberto Ruiz-Gallardón n'a jamais posé de problème à aucun moment. On ne peut pas en dire de même d'Esperanza Aguirre, qui est tellement convaincue de ses idées et de sa valeur qu'elle a généré des difficultés ».

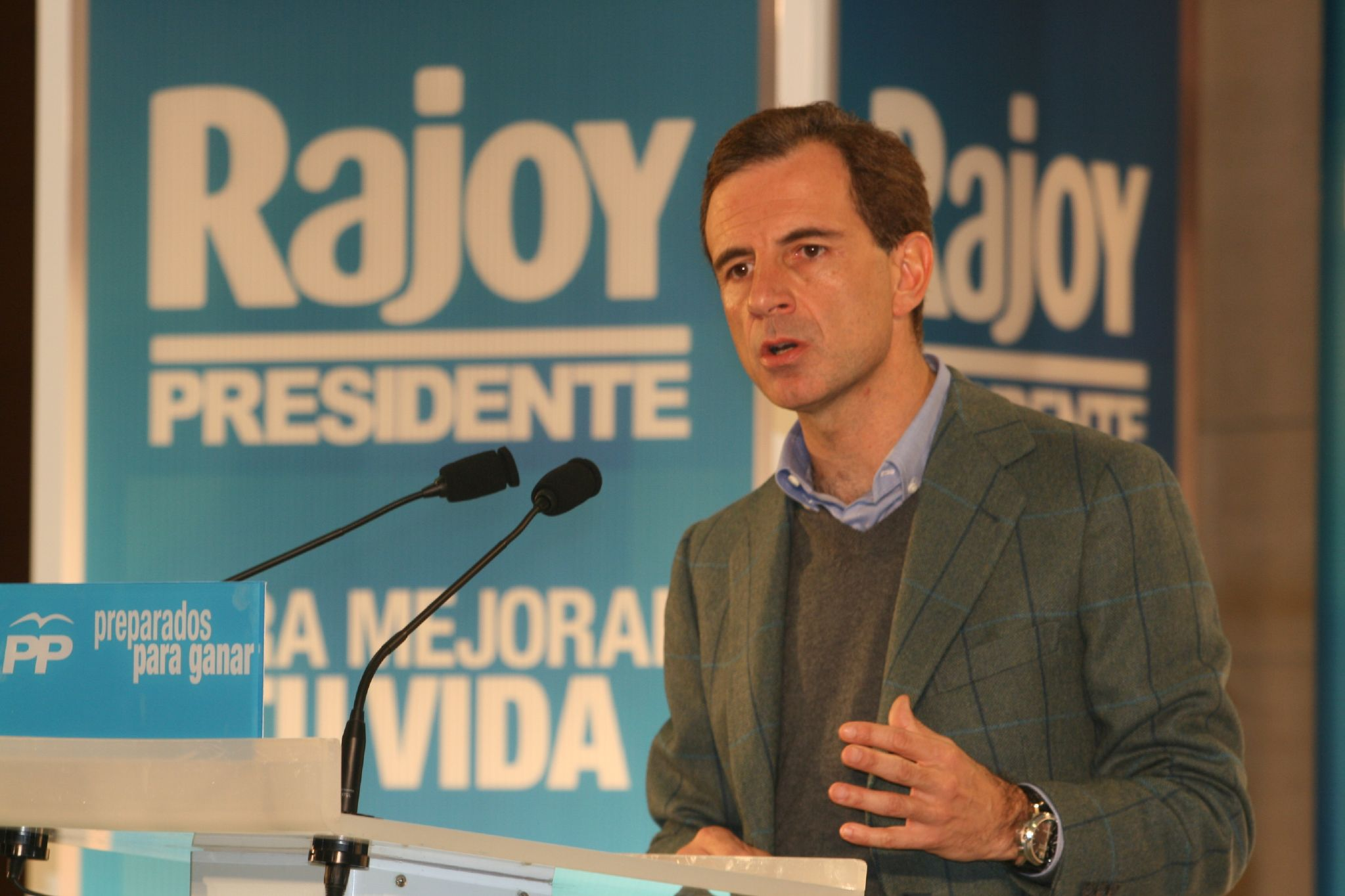
Esperanza Aguirre soutient sans succès la candidature officieuse de Juan Costa contre Mariano Rajoy.

Ayant renoncé à postuler elle-même, elle voit d'un bon œil l'émergence d'une candidature alternative portée par le député Juan Costa, issu de l'équipe de campagne de Rajoy aux dernières élections. En parallèle, elle soutient le 4 juin les propos tenus quelques heures plus tôt par Ignacio González lors d'une réunion interne au parti et selon qui « le Parti populaire ne doit pas devenir une filiale ou une copie du Parti socialiste ». Costa renonce finalement le 9 juin, après avoir constaté que les dirigeants territoriaux récoltaient directement les parrainages de délégués pour Mariano Rajoy, l'empêchant  de facto de convaincre au moins 600 d'entre eux de le soutenir pour s'opposer au président sortant. Rajoy et Aguirre se rencontrent cinq jours après, et celle-ci lui indique qu'étant membre de droit du comité exécutif, elle n'a pas de raison de figurer parmi la liste des 35 membres qui seront élus par le congrès, une solution qui lui permet de souligner son pouvoir propre tout en marquant l'absence d'accord entre les deux.
Après que le conseiller à la Justice et aux Administrations publiques Alfredo Prada et le conseiller aux Transports et aux Infrastructures Manuel Lamela ont accepté de figurer au sein de la direction du PP à l'issue du parti, Aguirre procède le 25 juin à un remaniement gouvernemental qui exclut ces deux derniers de l'exécutif territorial madrilène. Les fonctions de Prada sont d'ailleurs reprises par le conseiller à la Présidence et à l'Intérieur Francisco Granados. Son projet initial de remaniement prévoyait d'inclure Juan Costa comme conseiller à l'Économie, et Manuel Pizarro — numéro deux de Mariano Rajoy aux élections générales mais depuis éloigné du chef du parti — à un poste politique. Tous deux ont cependant rejeté la proposition d'Aguirre, Costa puisqu'elle impliquait qu'il renonce à son siège de député, ce qu'il jugeait négatif pour son image ; et Pizarro car il ne se voyait pas dans une fonction subordonnée à quiconque.

## Élections municipales de 2015

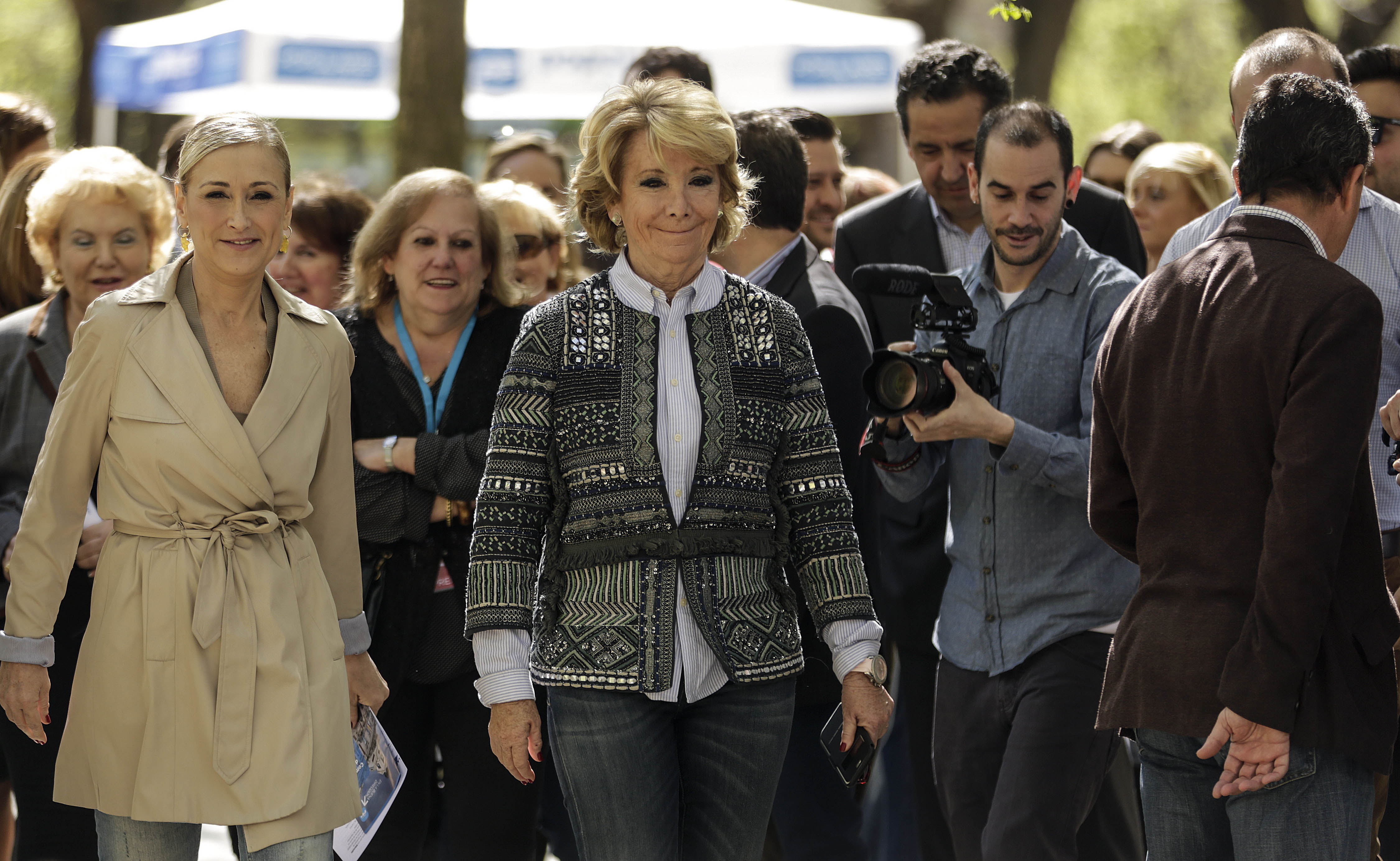
Cristina Cifuentes et Esperanza Aguirre le 28 mars 2015, à l'occasion d'un événement de la campagne électorale.

Pour les élections municipales du 22 mai 2011, le maire sortant de Madrid Alberto Ruiz-Gallardón, qui aspirait à devenir ministre de Mariano Rajoy en cas de victoire de ce dernier aux élections générales suivantes, avait placé en deuxième position sur sa liste son adjointe Ana Botella. Également épouse de l'ancien président du gouvernement et figure tutélaire du centre droit espagnol José María Aznar, celle-ci devenait de facto la dauphine de Gallardón. Ce choix, appuyé par Rajoy, permettait au maire de la capitale de proposer pour lui succéder une personnalité ancrée dans la politique locale et disposant de relais importants, bloquant dans son esprit toute aspiration d'Esperanza Aguirre à la mairie de la ville.
Effectivement devenue maire au début de l'année 2012 après que Gallardón a été nommé ministre de la Justice, Botella annonce le 9 septembre 2014 qu'elle n'a pas l'intention d'être candidate à sa propre succession lors des élections municipales du 24 mai 2015. Six mois plus tard, le comité électoral national du Parti populaire désigne Esperanza Aguirre tête de liste municipale du parti à Madrid, et Cristina Cifuentes tête de liste régionale en remplacement d'Ignacio González, empêtré dans une affaire immobilière et de chantage.
Si elle remporte effectivement le scrutin avec 34,43 % des suffrages exprimés et 21 conseillers municipaux sur 57, elle perd la majorité absolue conquise en 1991 par le PP. Elle devance la liste Ahora Madrid, soutenue par Podemos, de Manuela Carmena de 40 000 voix et un siège, mais celle-ci peut éventuellement compter sur le soutien du Parti socialiste ouvrier espagnol (PSOE), dont les neuf élus pourraient permettre à Carmena d'obtenir la majorité absolue,.
Lors de la séance d'installation du conseil municipal du 13 juin, Manuela Carmena est effectivement élue maire de Madrid par 29 voix favorables, Esperanza Aguirre recevant seulement les 21 suffrages issues de son groupe puisque les sept élus de Ciudadanos choisissent de soutenir leur tête de liste Begoña Villacís. Pour la première fois depuis 24 ans, le groupe du Parti populaire, dont Aguirre est la porte-parole, siège donc dans l'opposition.

## Retrait progressif de la politique

### Démission du PPCM en 2016
Le 14 février 2016, Esperanza Aguirre déclare devant la presse qu'elle démissionne de son poste de présidente du Parti populaire de la communauté de Madrid (PPCM). Elle explique avoir pris cette décision trois jours après que la police a perquisitionné les locaux du parti dans le cadre d'une enquête pour corruption. Bien qu'elle assure n'avoir aucune responsabilité directe et ignorer les malversations de ses trésoriers, elle dit assumer la responsabilité politique de cette situation et met en garde sa formation quant au danger que représente ces affaires judiciaires. Elle appelle de manière implicite Mariano Rajoy à l'imiter, alors que le parti est empêtré dans les affaires.
La presse révèle quelques heures plus tard que le secrétaire général du PPCM Ignacio González lui a présenté sa démission au lendemain des élections générales du 20 décembre 2015 et qu'il avait décidé de renoncer à cette fonction dès la tenue des élections locales. Le comité exécutif national décide dès le lendemain de former une direction provisoire (Gestora) dont la présidence revient à Cristina Cifuentes, présidente de la communauté de Madrid, et le secrétariat général à Juan Carlos Vera, plutôt que réunir un comité directeur qui aurait désigné un remplaçant définitif à Aguirre. Cifuentes est élue présidente du PPCM lors du XVIe congrès régional, le 18 mars 2017, par 93 % des voix.

### Démission de la ville de Madrid
Esperanza Aguirre annonce le 24 avril 2017 qu'elle renonce à ses fonctions de porte-parole du groupe du PP au conseil municipal de Madrid, et qu'elle démissionne de son mandat de conseillère municipal, mettant un terme à sa vie politique. Elle justifie son départ par le placement en détention provisoire d'Ignacio González dans le cadre de l'affaire Lezo. Elle indique en effet avoir demandé des explications à son ancien numéro deux après avoir appris que ce dernier était mis en cause dans des affaires douteuses, mais qu'après ses réponses puis sa mise en examen, elle se sentait « trompée et trahie ». Elle estime que le rapport du juge d'instruction n'est pas une preuve définitive mais démontre qu'elle n'a « pas surveillé tout » ce qu'elle aurait dû, et que les électeurs sont en droit d'attendre qu'elle agisse de la manière dont elle le fait à cet instant.
Quelques heures plus tôt, le porte-parole national du Parti populaire Pablo Casado avait expliqué que la direction n'avait pas l'intention de réclamer le démission d'Aguirre, puisque celle-ci n'était pas mise en cause par la justice, que son travail de porte-parole municipale n'était pas lié à l'affaire en cours, et qu'elle a déjà assumé ses responsabilités politiques à propos des affaires de corruption en renonçant en 2016 à la présidence du PP régional. Réuni le 28 avril, le groupe du Parti populaire élit comme porte-parole José Luis Martínez-Almeida, qui s'impose sur Íñigo Henríquez de Luna, numéro deux de la liste, porte-parole adjoint d'Aguirre et représentant d'une certaine continuité.

## Affaires

### Majadahonda
Le 4 février 2005, le maire conservateur de Majadahonda Guillermo Ortega est poussé à la démission par la direction régionale du PP, qui critique notamment sa volonté de vendre des terrains publics nettement en dessous du prix du marché. Il est remplacé par l'ancien conseiller délégué à l'Urbanisme Narciso de Foxá le jour même,. À peine trois jours plus tard, le conseiller délégué à l'Urbanisme José Luis Peñas affirme qu'au cours d'une réunion de la commission exécutive du Parti populaire de Madrid tenue le 24 janvier en présence d'Esperanza Aguirre, lui-même et Ortega ont remis un rapport révélant l'existence d'un système organisé par l'ancien maire de la ville Ricardo Romero de Tejada et par Foxá — à l'époque président de l'établissement public foncier — pour vendre des terrains publics à un prix inférieur à leur valeur sur le marché.
La radio Cadena SER révèle le 17 février posséder un enregistrement — réalisé ce même 24 janvier lors d'une rencontre à l'hôtel de ville — dans lequel le maire de l'époque et son futur successeur expliquent que la vente controversée des terrains a finalement été suspendue à la demande express d'Esperanza Aguirre, sans s'étendre sur les raisons de cette décision. Le secrétaire général du PPCM Francisco Granados reconnaît le lendemain la véracité de cet enregistrement, mais Foxá tient à préciser que ce qu'il qualifiait d'ordre de la présidente régionale tenait davantage lieu de recommandation. Deux jours après, la radio précise que — selon la documentation officielle qu'elle a récupérée — le gouvernement territorial avait émis un rapport favorable à la vente au cours de l'été 2004, mais que la présidente de la communauté de Madrid en personne avait ordonné sa suspension six mois plus tard.
Le conseil municipal de Majadahonda met en place une commission d'enquête le 4 mars, mais le Parti populaire refuse le 5 avril qu'Esperanza Aguirre soit appelée à y témoigner comme le souhaitait le Parti socialiste. Dans un témoignage écrit cosigné avec un autre élu, José Luis Peñas maintient ses affirmations selon lesquelles la présidente de la communauté autonome et du PPCM était parfaitement informée de la situation en cours grâce au rapport remis le 24 janvier. Le porte-parole parlementaire du Parti socialiste de Madrid-PSOE Rafael Simancas réclame le 31 mai qu'Esperanza Aguirre comparaisse devant l'Assemblée de Madrid pour s'expliquer sur les graves accusations formulées par les deux conseillers municipaux du PP, mais cinq jours plus tard cette demande est repoussée par le bureau de l'Assemblée, où le PP dispose de la majorité absolue. Pour la porte-parole parlementaire adjointe du PP Cristina Cifuentes, cette demande était irrecevable selon le règlement puisque les demandes de comparution ne peuvent concerner que les « compétences » des membres de l'exécutif régional, et la présidente n'en a aucune sur le sujet évoqué.
Au cours de la séance des questions au gouvernement du 9 juin, Aguirre est directement interpellée par Simancas qui évoque ses doutes sur le « comportement légal et moral du gouvernement régional » dans l'affaire Majadahonda, ce à quoi la cheffe de l'exécutif rétorque que « tout cela n'a plus aucun sens, puisque rien n'a été vendu et rien n'a été acheté, donc personne n'a rien pu prendre ». Le rapport de la commission d'enquête municipale, adopté par les seuls élus du PP, conclut le 20 juillet à l'absence totale de fautes de la part de l'établissement public foncier ou de la mairie.

### Fundescam
Le quotidien Público révèle le 19 mai 2009 que la Fondation pour le développement économique et social de la communauté de Madrid (Fundescam), une fondation sans activité particulière du Parti populaire de la communauté de Madrid, a réglé plus de 250 000 euros de factures à la société Special Events — mise en cause dans l'affaire Gürtel — pour les campagnes électorales d'Esperanza Aguirre en 2003. L'argent sorti par la Fundescam provenait de dons d'entreprises de secteurs aussi divers que l'hôtellerie, l'énergie, les travaux publics ou les assurances. Dans un tableau dressé en 2005 par un dirigeant de la société d'événementiel, ces montants apparaissent pourtant sous des lignes « montage de cours et séminaires » ou « organisation de déplacements ». Deux semaines plus tard, le journal met en lumière que parmi les donateurs de la Fundescam, six entreprises ou entrepreneurs ont ensuite remporté des marchés publics de la communauté de Madrid pour un total de 200 contrats et 300 millions d'euros.
En avril 2010, le quotidien El Mundo indique qu'un rapport de l'unité de la délinquance économique et financière (UDEF) de la Garde civile daté du 31 juillet 2009 confirme ces éléments. Le rapport ajoute même que la Fundescam a payé l'organisation du XIIIe congrès régional du PPCM, qui a vu Esperanza Aguirre accéder à la présidence de la fédération madrilène du PP. La plupart des contrats passés entre la fondation et Special Events datent de l'époque où la présidence de la Fundescam était exercée par Pío García-Escudero, Aguirre n'en prenant la direction qu'en novembre 2004. Ignacio González indique au lendemain de ses révélations que la présidente de la communauté autonome a renoncé deux mois plus tôt à la présidence de la Fundescam, conformément à une modification des statuts de la fondation, et réfute que ce départ soit la conséquence de la levée partielle du secret de l'instruction autour de l'affaire Gürtel.

### Púnica
Le 12 février 2018, l'ancien secrétaire général du PP de Madrid Francisco Granados, entendu à sa demande par l'Audience nationale, met nommément en cause Esperanza Aguirre et ses successeurs Ignacio González et Cristina Cifuentes dans l'affaire Púnica. Il affirme qu'Aguirre était parfaitement au courant des ordres donnés par González pour que des agences de la communauté de Madrid passent des marchés publics de publicité institutionnelle surfacturés, l'argent public dépensé en trop étant ensuite reversé au Parti populaire pour financer les campagnes électorales de 2007 et 2011. Granados indique à cet égard qu'il existait, en parallèle de la campagne du parti, une propagande destinée à renforcer l'image de la présidente du gouvernement autonome.
Le parquet anticorruption de la communauté de Madrid réclame le 2 août 2019 la mise en examen d'Esperanza Aguirre dans ce dossier. Selon les procureurs, plusieurs éléments issus des investigations de la Garde civile confirment qu'elle a participé à plusieurs réunions — en sa qualité de présidente du Parti populaire de Madrid — où était discuté le financement illégal de plusieurs campagnes électorales. Elle est effectivement inculpée de financement illégal, détournement de fonds publics et faux en écriture un mois plus tard : le juge d'instruction estime en effet qu'elle était responsable du contrôle et de la supervision des marchés publics de publicité institutionnelle des différents départements exécutifs du gouvernement de la communauté de Madrid, d'où est parti le détournement d'argent public au profit des campagnes électorales du Parti populaire.
Elle est interrogée par les procureures et le magistrat instructeur le 18 octobre pendant près de quatre heures, au siège de l'Audience nationale. Elle affirme ainsi que son rôle de présidente du PPCM était purement politique et les statuts ne lui donnaient aucun pouvoir dans le domaine budgétaire, expliquant qu'elle n'avait pas nommé le directeur financier et jamais traité avec lui. Elle ajoute n'avoir jamais vu d'argent liquide circuler et ne pas avoir connaissance d'une quelconque comptabilité parallèle, ne croyant même pas que celle-ci existe. Aux accusations du parquet expliquant que c'est au cours d'une réunion organisée en 2004 qu'aurait été donné l'ordre de passer des marchés surfacturés à l'entreprise Over Marketing afin que celle-ci gère la communication des campagnes du PP, elle rétorque que cette rencontre avait simplement pour but de choisir les nouveaux logo et slogan de la communauté de Madrid et qu'elle n'a certainement pas recommandé aux différents conseillers de gouvernement d'attribuer des marchés à quiconque.
Le 19 juillet 2022, le procureur remet son réquisitoire au juge d'instruction dans lequel il requiert un non-lieu pour Esperanza Aguirre, considérant ne pas disposer de preuves suffisamment solides étayant sa participation directe au système de financement illégal du PP madrilène et permettant de la renvoyer devant un tribunal pénal. Le magistrat instructeur, Manuel García Castellón, s'aligne sur les réquisitions du ministère public environ trois mois plus tard, et lève le 14 octobre suivant la mise en examen de l'ex-présidente de la communauté de Madrid.

## Publication
- (es) Esperanza Aguirre, Yo no me callo, Planeta, 2016, 304 p. (ISBN 8467047534)

## Distinctions
- Grand-croix de l'ordre de Charles III
- Grand-croix de l'ordre d'Isabelle la Catholique